# Saint-Nazaire
Pour les articles homonymes, voir Saint Nazaire et Saint-Nazaire (homonymie).
Saint-Nazaire est une commune de l'Ouest de la France, chef-lieu d'arrondissement du département de la Loire-Atlantique dans la région Pays de la Loire.
La ville est située dans le Massif armoricain, sur la façade atlantique et à l'embouchure de la Loire.
Saint-Nazaire constitue avec Nantes un pôle économique important du Grand Ouest, notamment grâce aux infrastructures portuaires du Grand port maritime de Nantes-Saint-Nazaire, mais aussi par le poids important du secteur industriel avec les constructions aéronautique et navale.
Historiquement, la ville fait partie de la Bretagne. Saint-Nazaire relevait du Duché de Bretagne, puis du Parlement de Bretagne à partir de 1532 (Union de la Bretagne à la France). Sur le plan religieux, Saint-Nazaire relève de l'évêché de Nantes depuis le Moyen Âge.
Les Chantiers de l'Atlantique de Saint-Nazaire sont l'un des plus grands sites du monde à construire des grands navires de plus de 300 mètres. Ainsi, un des plus gros paquebot au monde actuel, le Wonder of the Seas, et des plus long, le Harmony of the Seas, ont été construits à Saint-Nazaire.
En 2022, la commune compte 73 111 habitants. Elle est au cœur de l'unité urbaine de Saint-Nazaire qui, avec dix-sept communes, rassemble 193 788 habitants. Deuxième agglomération du département, elle se situe au 4e rang régional.

## Géographie

### Localisation
La commune de Saint-Nazaire est située sur la rive droite de l'estuaire de la Loire (son territoire incluant la pointe de Chémoulin qui en marque la fin), à 50 km à l'ouest de Nantes. Elle se trouve à proximité des marais de la Brière, important parc naturel régional regroupant de nombreuses espèces animales et végétales, la deuxième plus grande zone humide de France après la Camargue.
Les communes limitrophes sont, dans le sens des aiguilles d'une montre, Pornichet à l'ouest, La Baule-Escoublac au nord-ouest, Saint-André-des-Eaux, Saint-Joachim, Trignac et Montoir-de-Bretagne . Au sud de la Loire, Saint-Brevin-les-Pins. La commune de Pornichet a été créée en 1900 par démembrement de Saint-Nazaire et d'Escoublac.

### Géologie et relief
La partie est de la commune se trouve sur les terrains alluviaux situés entre la Brière et l'estuaire de la Loire. La partie ouest, plus étendue, correspond au prolongement du coteau de Guérande : le relief est vallonné et d'altitude plus élevée, où l'on trouve un socle granitique et métamorphique.
Le changement a lieu de façon assez brusque le long d'une ligne reliant la pointe de Ville-ès-Martin au lieu-dit La Belle Hautière, où l'on atteint les marais de Brière.
À l'est de cette ligne, l'altitude est en général de seulement 2 m, à l'exception de quelques hauteurs (Prézégat à Saint-Nazaire, Butte de Savine, Trefféac à Trignac). Cette zone inclut toutes les installations portuaires, le centre-ville (mairie, sous-préfecture, marché) et les plages centrales (Petit Traict et Grand Traict).
À l'ouest de cette ligne, l'altitude varie entre 10 m et 45 m (au lieu-dit Les Six Chemins), en général entre 20 m et 35 m. Dans cette partie, on trouve l'ouest du centre-ville (quartiers de l'hôpital, de la Bouletterie, de l'université) ; les agglomérations secondaires de l'Immaculée et de Saint-Marc-sur-Mer ; les secteurs ruraux de Saint-Nazaire.

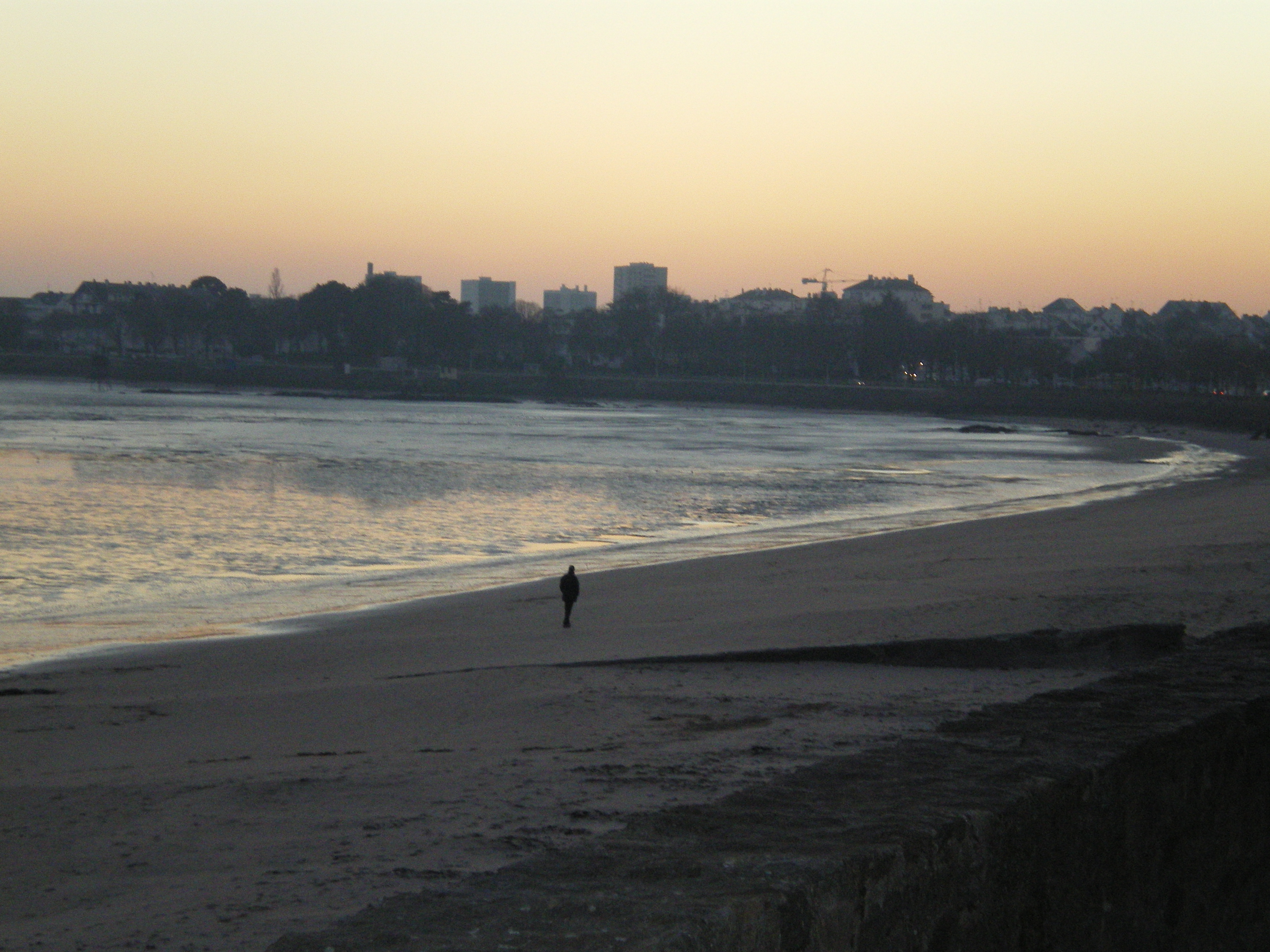
Le front de mer.

La commune a un littoral assez étendu, juste un peu au-delà de la pointe de Chémoulin à l'ouest.
À l'ouest de la pointe de Villès-Martin, il s'agit d'une côte de falaises rocheuses que l'on peut, en général, suivre sur le sentier des douaniers (GR 34), avec plusieurs plages, comme celles de Villès-Martin, de Porcé, et surtout celles qui entourent la station balnéaire de Saint-Marc-sur-Mer.

### Climat
Pour des articles plus généraux, voir Climat des Pays de la Loire et Climat de la Loire-Atlantique.
En 2010, le climat de la commune est de type climat océanique altéré, selon une étude du CNRS s'appuyant sur une série de données couvrant la période 1971-2000. En 2020, Météo-France publie une typologie des climats de la France métropolitaine dans laquelle la commune est exposée à un climat océanique et est dans la région climatique Bretagne orientale et méridionale, Pays nantais, Vendée, caractérisée par une faible pluviométrie en été et une bonne insolation.
Pour la période 1971-2000, la température annuelle moyenne est de 12,4 °C, avec une amplitude thermique annuelle de 12,4 °C. Le cumul annuel moyen de précipitations est de 755 mm, avec 12,5 jours de précipitations en janvier et 6,1 jours en juillet. Pour la période 1991-2020, la température moyenne annuelle observée sur la station météorologique installée sur la commune est de 13,1 °C et le cumul annuel moyen de précipitations est de 595,3 mm,. Pour l'avenir, les paramètres climatiques de la commune estimés pour 2050 selon différents scénarios d'émission de gaz à effet de serre sont consultables sur un site dédié publié par Météo-France en novembre 2022.
| Mois                                  | jan.            | fév.            | mars            | avril         | mai            | juin            | jui.            | août           | sep.         | oct.            | nov.            | déc.            | année     |
| ------------------------------------- | --------------- | --------------- | --------------- | ------------- | -------------- | --------------- | --------------- | -------------- | ------------ | --------------- | --------------- | --------------- | --------- |
| Température minimale moyenne (°C)     | 5               | 4,9             | 6,6             | 8,3           | 11,3           | 13,8            | 15,6            | 15,8           | 13,9         | 11,7            | 8,2             | 5,5             | 10,1      |
| Température moyenne (°C)              | 7,1             | 7,4             | 9,7             | 11,7          | 14,9           | 17,6            | 19,1            | 19,5           | 17,7         | 14,5            | 10,7            | 7,8             | 13,1      |
| Température maximale moyenne (°C)     | 9,2             | 10              | 12,7            | 15,1          | 18,5           | 21,4            | 22,7            | 23,2           | 21,4         | 17,3            | 13,2            | 10              | 16,2      |
| Record de froid (°C) date du record   | −12 20.01.1963  | −10 03.02.1956  | −6,4 07.03.1971 | −3 12.04.1986 | 1,6 09.05.1951 | 4 02.06.1962    | 8 05.07.1965    | 7,8 31.08.1986 | 5 19.09.1977 | −1,4 27.10.1947 | −5,8 20.11.1985 | −8,6 25.12.1962 | −12 1963  |
| Record de chaleur (°C) date du record | 15,1 16.01.1996 | 17,4 28.02.1948 | 23,8 29.03.12   | 27 22.04.1984 | 33 28.05.1947  | 36,6 25.06.1976 | 37,6 11.07.1983 | 35,2 09.08.03  | 33 03.09.05  | 28,4 01.10.11   | 20 06.11.1992   | 15,6 11.12.00   | 37,6 1983 |
| Précipitations (mm)                   | 61,1            | 47,7            | 45,2            | 44,1          | 41,5           | 28,7            | 35              | 33,4           | 46,8         | 68,9            | 70,9            | 72              | 595,3     |

## Urbanisme

### Typologie
Au 1er janvier 2024, Saint-Nazaire est catégorisée centre urbain intermédiaire, selon la nouvelle grille communale de densité à sept niveaux définie par l'Insee en 2022.
Elle appartient à l'unité urbaine de Saint-Nazaire, une agglomération intra-départementale regroupant 17  communes, dont elle est ville-centre,,. Par ailleurs la commune fait partie de l'aire d'attraction de Saint-Nazaire, dont elle est la commune-centre,. Cette aire, qui regroupe 24 communes, est catégorisée dans les aires de 200 000 à moins de 700 000 habitants,.
La commune, bordée par l'océan Atlantique, est également une commune littorale au sens de la loi du 3 janvier 1986, dite loi littoral. Des dispositions spécifiques d’urbanisme s’y appliquent dès lors afin de préserver les espaces naturels, les sites, les paysages et l’équilibre écologique du littoral, tel le principe d'inconstructibilité, en dehors des espaces urbanisés, sur la bande littorale des 100 mètres, ou plus si le plan local d’urbanisme le prévoit.

### Occupation des sols
L'occupation des sols de la commune, telle qu'elle ressort de la base de données européenne d’occupation biophysique des sols Corine Land Cover (CLC), est marquée par l'importance des territoires artificialisés (53,3 % en 2018), en augmentation par rapport à 1990 (47,7 %). La répartition détaillée en 2018 est la suivante : zones urbanisées (38,6 %), zones agricoles hétérogènes (20,8 %), prairies (12,3 %), zones industrielles ou commerciales et réseaux de communication (12 %), terres arables (6,8 %), eaux maritimes (2,5 %), espaces verts artificialisés, non agricoles (2,1 %), eaux continentales (1,7 %), zones humides côtières (1,3 %), zones humides intérieures (1 %), mines, décharges et chantiers (0,6 %), milieux à végétation arbustive et/ou herbacée (0,4 %). L'évolution de l’occupation des sols de la commune et de ses infrastructures peut être observée sur les différentes représentations cartographiques du territoire : la carte de Cassini (XVIIIe siècle), la carte d'état-major (1820-1866) et les cartes ou photos aériennes de l'IGN pour la période actuelle (1950 à aujourd'hui).

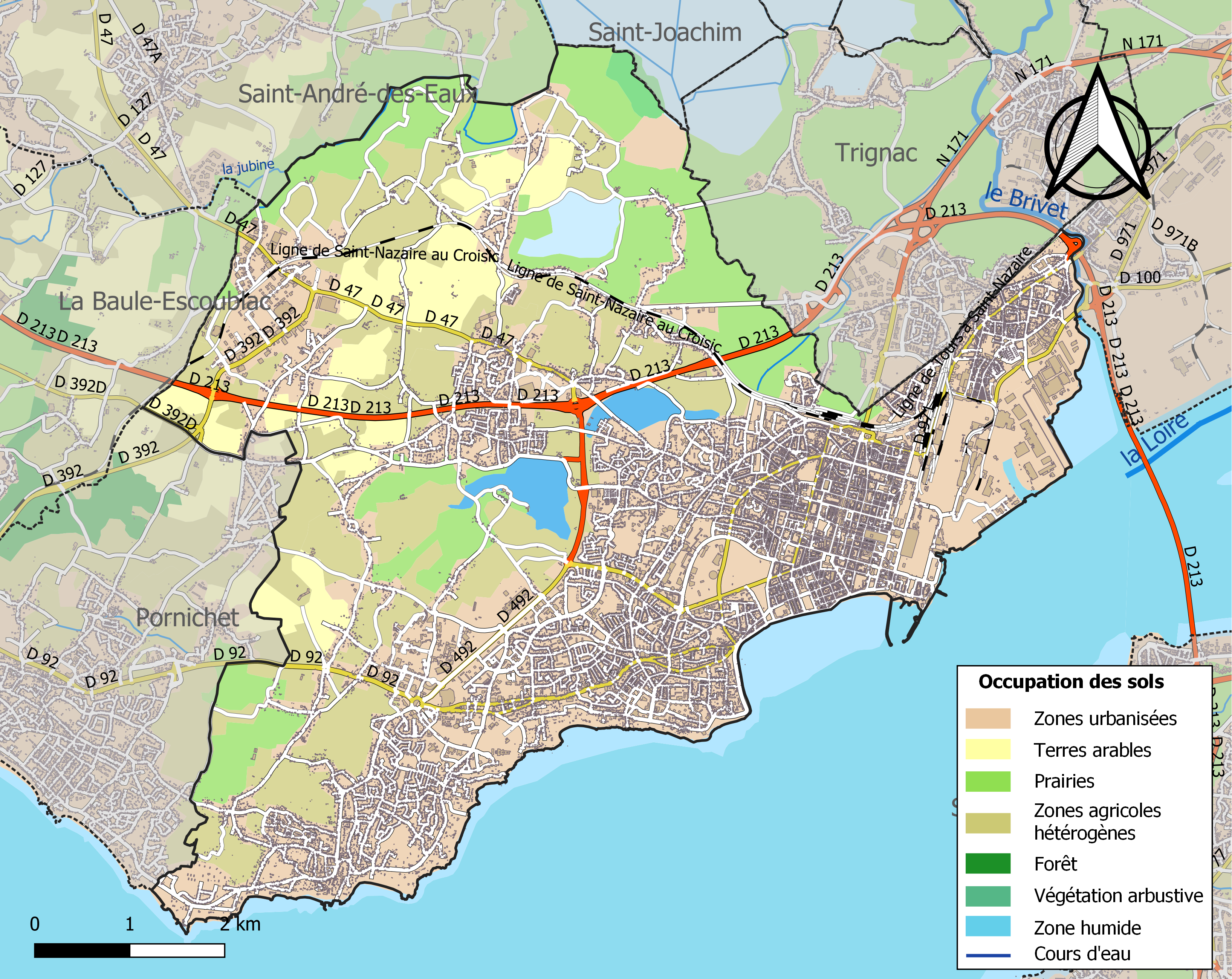
Carte des infrastructures et de l'occupation des sols de la commune en 2018 (CLC).

La municipalité tente de retourner la ville sur son axe historique, soit vers le port maritime et de commerce, qui à terme accueillera les cités étudiantes de la ville, ainsi que de multiples infrastructures modernes et innovantes, comme des centres commerciaux et un nouveau théâtre. Ce retournement passe par la réappropriation de la base sous-marine, entre autres par le biais de sa végétalisation (projet de Jardin du tiers paysage de Gilles Clément). « Ville-port » entre dans la logique de développement de cette cité, à l'Est notamment par un projet de « Quartier des affaires » près de la gare de Saint-Nazaire et à l'Ouest par la construction des nouveaux quartiers et du CH (Cité sanitaire), l'extension de la ville se poursuit à grande échelle.
Le 25 janvier 2011, Nicolas Sarkozy a confirmé le lancement d'un appel d'offres monumental portant sur l'installation de 600 éoliennes. Un parc qui développera une puissance de 3 000 mégawatts pour un investissement de dix milliards d'euros. Ce parc éolien en mer est mis en service entre juin et novembre 2022, et est inauguré par le président Emmanuel Macron le 22 septembre 2022.

Centre commercial Ruban bleu
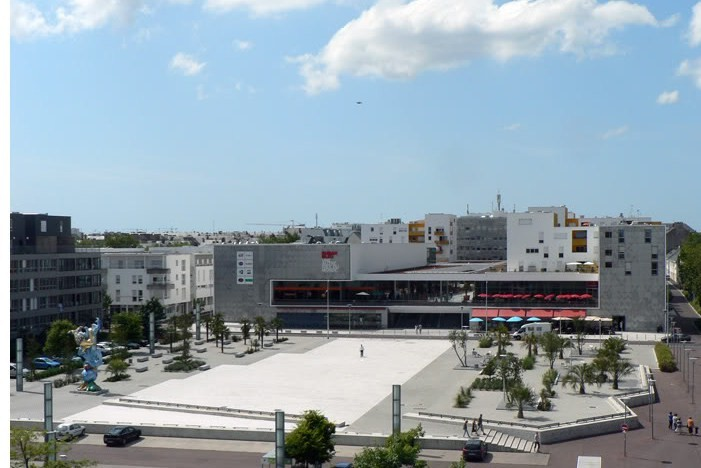
Le centre commercial Ruban bleu sur le complexe Ville-port.
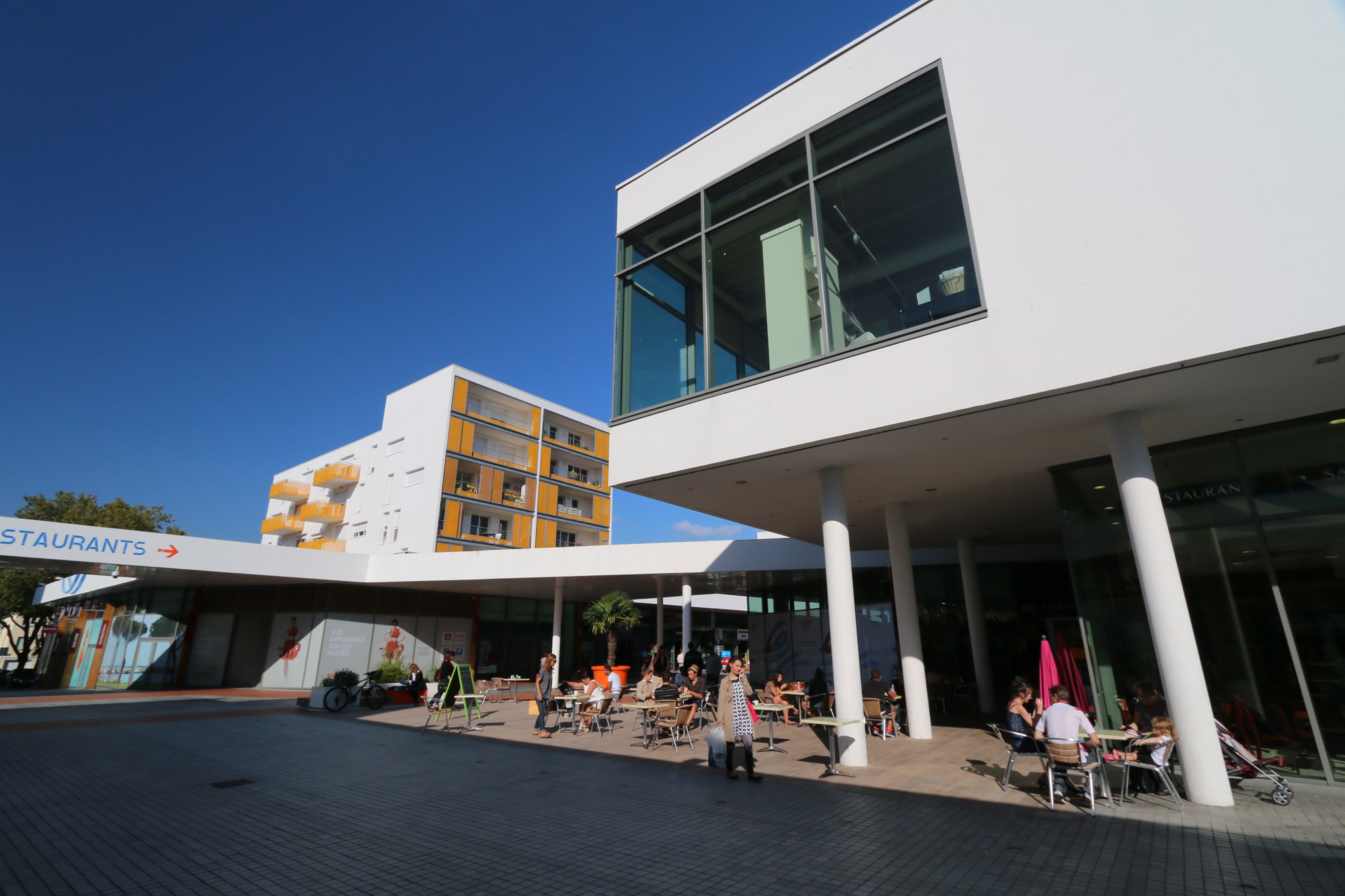
Coursive du centre commercial Ruban Bleu.

### Voies de communication et transports

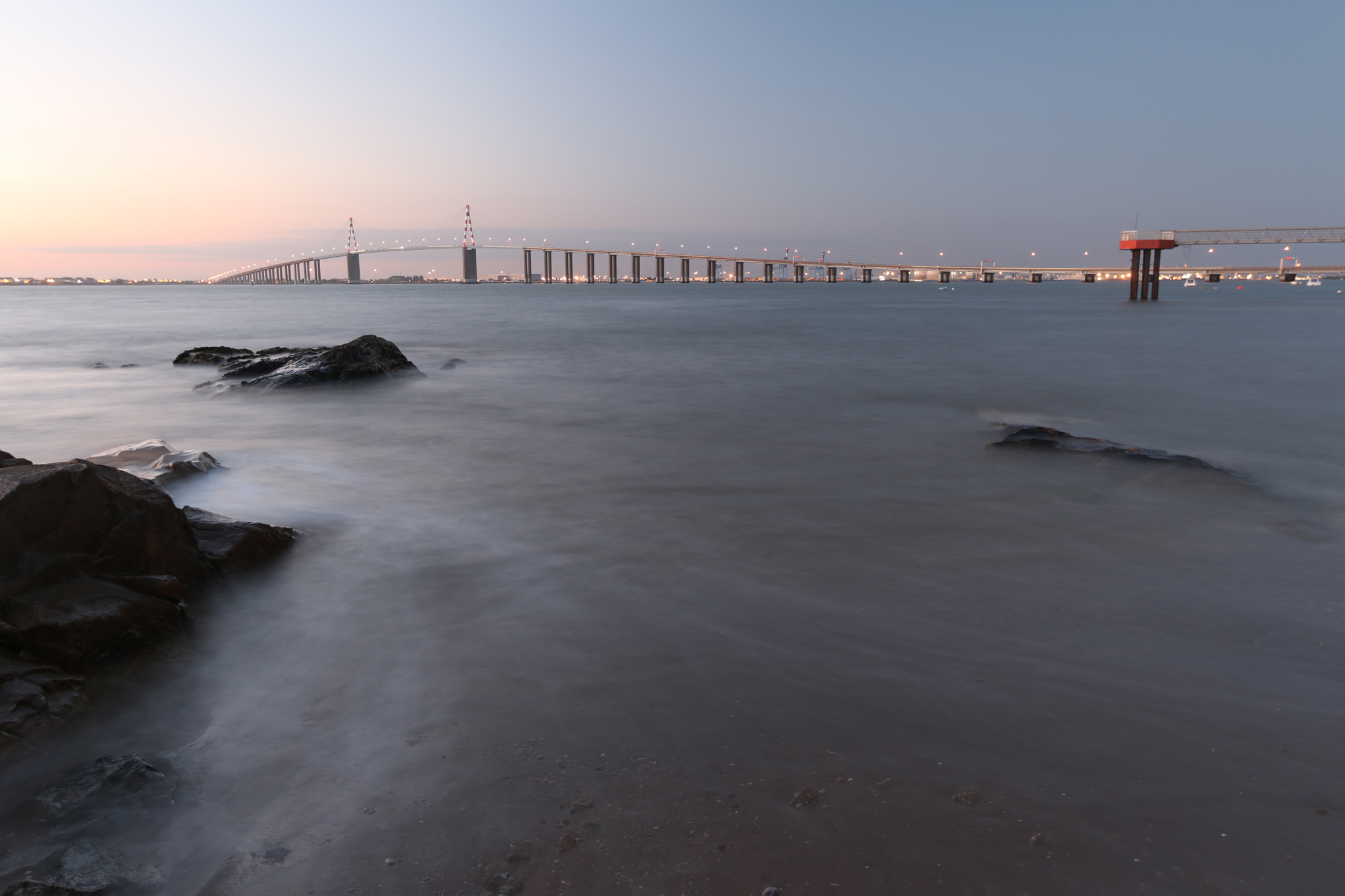
Pont de Saint-Nazaire.

#### Transports routiers
La commune est desservie par deux voies express, à destination de :
- Nantes, Rennes via la RN 171 depuis l'échangeur de la Moëre (au niveau de Savenay) ;
- La Baule-Escoublac et Guérande via la Route bleue (RD213) qui contourne la ville par le nord.

Le Conseil Régional des Pays de la Loire envisage un second franchissement de la Loire entre Nantes et Saint-Nazaire.

#### Transports en commun

##### Réseau routier

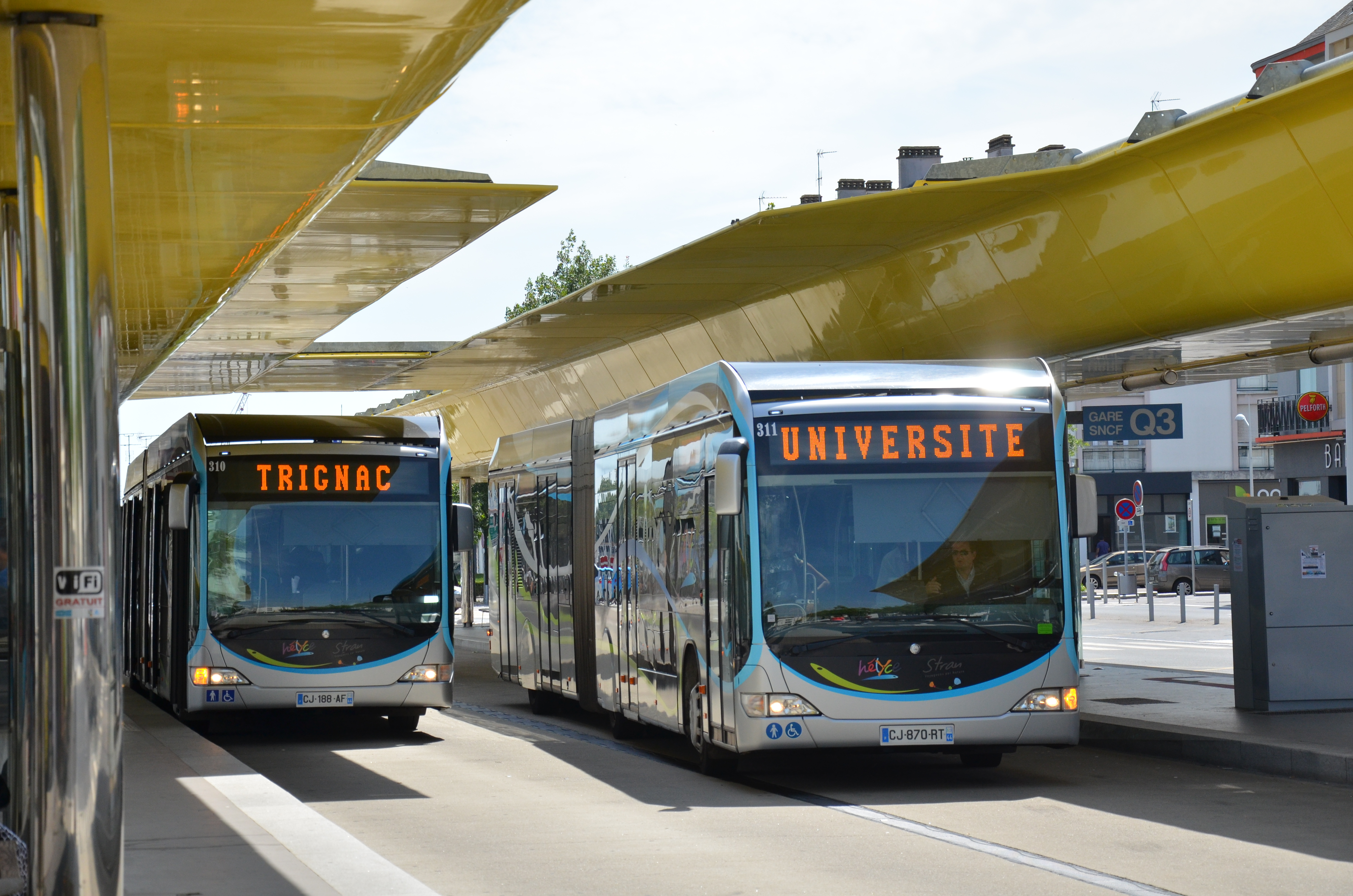
La commune est desservie par les autobus du réseau Ycéo.

Le réseau Ycéo, exploité par la STRAN assure la desserte de l'agglomération nazairienne grâce à la ligne Hélyce (bus à haut niveau de service) et à un réseau de lignes de bus classiques.
Le réseau Aléop, organisé par la Région Pays de la Loire, et le réseau Lila Presqu'île desservant la communauté d'agglomération de la Presqu'île de Guérande Atlantique et organisé par le Syndicat mixte des transports de la presqu'île de Guérande, proposent plusieurs liaisons en partance de Saint-Nazaire.

##### Transport ferroviaire
La commune possède 3 gares SNCF :

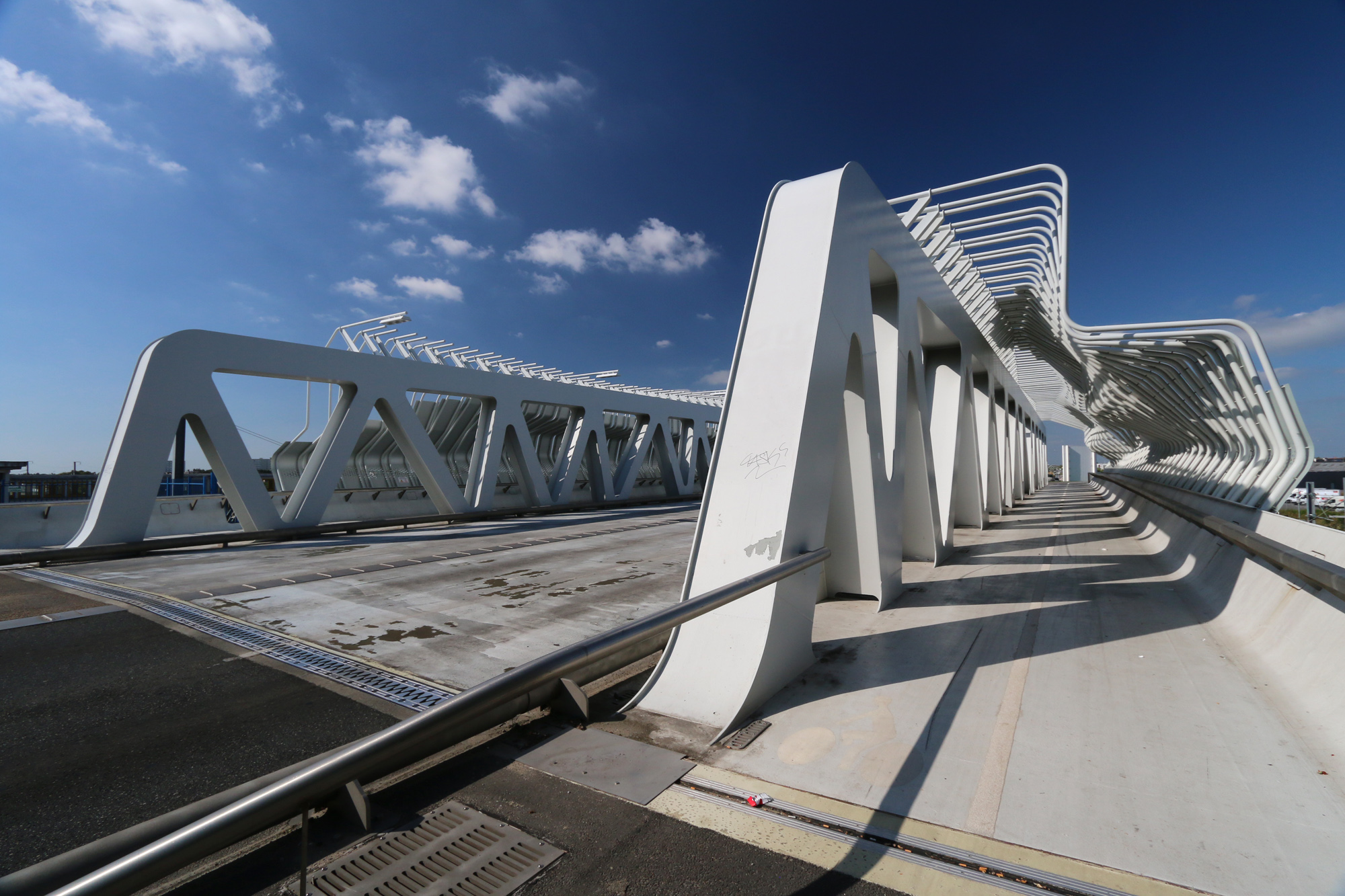
Pont de la Matte, près de la gare SNCF.

- gare de Saint-Nazaire (Gare principale) ;
- gare de Penhoët (Chantiers de l'Atlantique) ;
- gare de La Croix-de-Méan.

##### Transport aérien
Saint-Nazaire possède un aéroport ouvert au trafic, situé à 5 km au nord-est de Saint-Nazaire, sur la commune de Montoir-de-Bretagne. Sa capacité de traitement annuel est d'environ 150 000 passagers. Saint-Nazaire jouit aussi de la présence de l'aéroport international Nantes Atlantique (4 millions de passagers en 2014).

##### Transport fluvial et maritime
Le Grand port maritime de Nantes-Saint-Nazaire a une activité quasi uniquement commerciale et industrielle. Cependant, des paquebots accostent sur les quais nazairiens, au niveau de Montoir-de-Bretagne, les touristes visitant ensuite Saint-Nazaire et la presqu'île guérandaise. Il arrive aussi régulièrement que des courses de voile au large utilisent le port de Saint-Nazaire.
L'usine élévatoire de Saint-Nazaire a été en exploitation de 1911 à 1988.

##### Déplacements doux
- Vélocéan

Tracé de l'EV6.

- L'EuroVelo 6 ou EV6, également connue sous le nom d'« Eurovéloroute des Fleuves », est une véloroute de type EuroVelo qui relie Saint-Nazaire à Constanţa[17]. C'est la plus célèbre des véloroutes européennes, longue de 3 653 km, elle traverse l'Europe d'Ouest en Est, de l'océan Atlantique à la mer Noire en passant par dix pays. Elle suit l'itinéraire de trois des plus grands fleuves européens : la Loire, le Rhin et le Danube.

### Énergie

#### Éolien
Un parc éolien au large de Saint-Nazaire à 12 kilomètres des côtes a été inauguré en septembre 2022. Il compte 80 éoliennes et fournit une puissance de 480 mégawatts depuis fin 2022.

## Toponymie
Le nom de la localité est attesté sous les formes Sanctus Nazarius de Sinnuario en 1051, Sancto Nazario en 1096.
L’origine du nom viendrait du fait qu’une basilique abritant les reliques de Nazaire, martyr du Ier siècle décapité à Milan sous Néron y aurait été édifiée selon Grégoire de Tours.
D'après Jacques de Voragine (vers 1228-1298), Nazaire vient du mot Nazaréen, qui signifie pur, consacré.
Durant la Révolution, la commune porte le nom de Port-Nazaire.
Son nom breton est Sant Nazer en breton moderne. Señ Neñseir[réf. nécessaire] dans le dialecte breton de la Loire-Atlantique, voir Breton de Batz-sur-Mer. Son nom en gallo est Saint-Nâzére (écriture ABCD) ou Sint-Nazèrr (écriture MOGA).
Ses habitants sont appelés les Nazairiens.

## Histoire
Jusqu'au XIXe siècle, Saint-Nazaire reste une agglomération modeste, caractérisée par une activité à la fois rurale et maritime. La grande ville à l'ouest de la Brière est Guérande, dès le Moyen Âge, et le port du Croisic s'est développé bien avant celui de Saint-Nazaire. La création du port et de la ville modernes en quelques décennies à la fin du XIXe siècle a représenté un changement majeur à l'échelle non seulement locale, mais régionale.

### Préhistoire et Antiquité
Le site de Saint-Nazaire est habité au moins depuis l'époque néolithique, comme le prouve la présence de constructions mégalithiques, comme le tumulus de Dissignac ou le dolmen situé au cœur de la ville actuelle. Des vestiges de l'époque néolithique et de l'âge du bronze ont été retrouvés dans l'anse de la Ville-Halluard ou au XIXe siècle lors de la construction du premier bassin portuaire de Penhoët. Le village se trouve alors sur les terres en bordure de Loire (voir aussi : dolmen des Trois Pierres) sur une zone difficile à apprécier aujourd'hui, en raison de l'extension de la ville de Saint-Nazaire et du peu de recherches archéologiques modernes, zone allant du bassin de Penhoët au débouché du Brivet.
Outre les mégalithes sus-nommés et facilement accessibles au public, d'autres mégalithes sont encore existants dans la commune, comme le pseudo cromlech du Pez (ou Pé sur les cartes IGN) (en fait il s'agit d'un dolmen dont les orthostates de la chambre forment un cercle approximatif, il était encore inclus au début du XIXe siècle dans un tumulus avec plusieurs structures mégalithiques, probablement comparable à l'ensemble mégalithique de Dissignac), le menhir de la pierre blanche dans les marais en limite de commune sur Trignac, ou le tumulus de la Jacquerie dans les marais de Brière.
Des traces plus anciennes sont connues, au niveau de la limite entre Pornichet et Saint-Nazaire par exemple, elles sont datées du Magdalénien au Mésolithique à microlithes.
Saint-Nazaire est une des localisations proposées pour l'antique cité de Corbilo, qui aurait été, au IIe siècle av. J.-C., la plus grande ville gauloise du littoral atlantique. Le nom de Corbilo est mentionné au IIe siècle av. J.-C., par l'historien grec Polybe comme le plus grand port gaulois après Marseille (Massilia), ainsi que par Pline l'Ancien. Lors de la création du bassin à flot de Penhoët au XIXe siècle, une épaisse stratigraphie riche en vestiges archéologiques a été décrite par l'ingénieur en chef des travaux sur l'emplacement de l'ancien débouché du Brivet. Toutefois, faute de données récentes et du fait de la dispersion d'une grande partie des objets récoltés dans des collections privées, ce qui empêche toute étude et datation scientifique, l'assimilation de Corbilo à Saint-Nazaire reste hypothétique. D'autres sites dans l'estuaire de la Loire sont aussi proposés : Corsept, Besné notamment.
Au moment de la conquête de la Gaule par César, au Ier siècle av. J.-C., le site de Saint-Nazaire fait probablement partie du territoire du peuple gaulois des Namnètes ; la délimitation précise entre les Vénètes et les Namnètes est cependant peu assurée en ce qui concerne la presqu'île guérandaise.

### Moyen Âge et époque moderne
D'après le chroniqueur Alain Bouchart (XVe siècle), faisant mention des origines légendaires des Bretons, c'est vers Saint-Nazaire que se dirigea Brutus, l'ancêtre mythique des Bretons, pour prendre pied sur sa nouvelle patrie. À la fin de l'Empire romain, à la suite de la grave crise du IIIe siècle, les Bretons d'Outre-Manche (province de Bretagne) s'installent en Armorique, et donc dans la presqu'île guérandaise, le but étant de repeupler (feoderati) et de protéger les côtes contre les attaques barbares (tractus armoricanus). L'extension maximale de la langue bretonne sur la Loire se trouve un peu à l'est de Saint-Nazaire (Donges, raffinerie pétrolière aujourd'hui).
Au VIe siècle, un texte de Grégoire de Tours fait mention d'une basilique abritant les reliques du martyr Nazarius. En cette basilique, un baudrier d'or en offrande était exposé. Il aurait suscité la convoitise du chef breton Waroch, qui fit envoyer un émissaire pour s'en emparer. Celui-ci se fracassa le crâne sur le linteau de la porte. Par ce miracle, Waroch, effrayé, combla l'église de dons. Le village prit le nom de Sanctus Nazarius de Sinuario.
L'histoire de Saint-Nazaire est ensuite plus discrète. Elle connut des affrontements, comme celui de 1380, où Jehan d'Ust défendit la ville au nom du duc Jean IV contre la flotte castillane, lors de la guerre de Cent Ans. Le bourg était le chef-lieu d'une paroisse qui allait de Penhoët à Pornichet, siège d'une châtellenie de la vicomté de Donges.
La vicomté de Saint-Nazaire, fut un démembrement de la vicomté de Donges. Elle fut créée à l'origine du XVe siècle, en faveur de Marguerite de Rieux, fille du vicomte de Donges, lorsqu'elle épousa Charles de Coësmes, seigneur de Lucé.
Saint-Nazaire fit partie, comme l'ensemble de la Bretagne, du royaume breton, puis du duché de Bretagne jusqu'en 1532, année d'annexion à la France.
En 1624, la ville fut menacée par les calvinistes.
En 1756, un fort fut construit sur l'ordre du duc d'Aiguillon pour protéger le littoral. Le bourg comptait alors 600 habitants.
Jusqu'à la Révolution française, Saint-Nazaire fit partie de la province de Bretagne.

### XIXesiècle: industrialisation

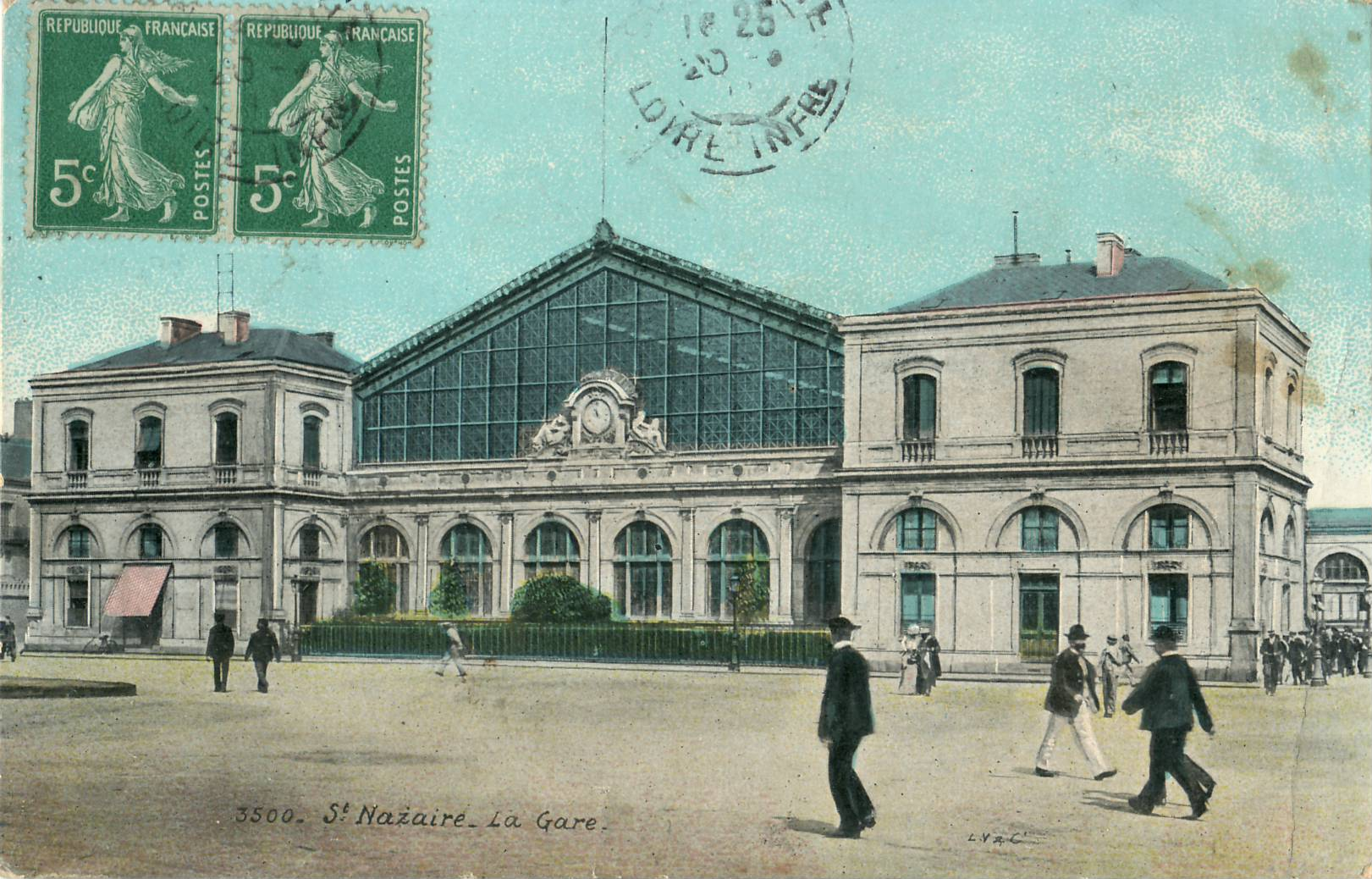
La première gare de Saint-Nazaire.

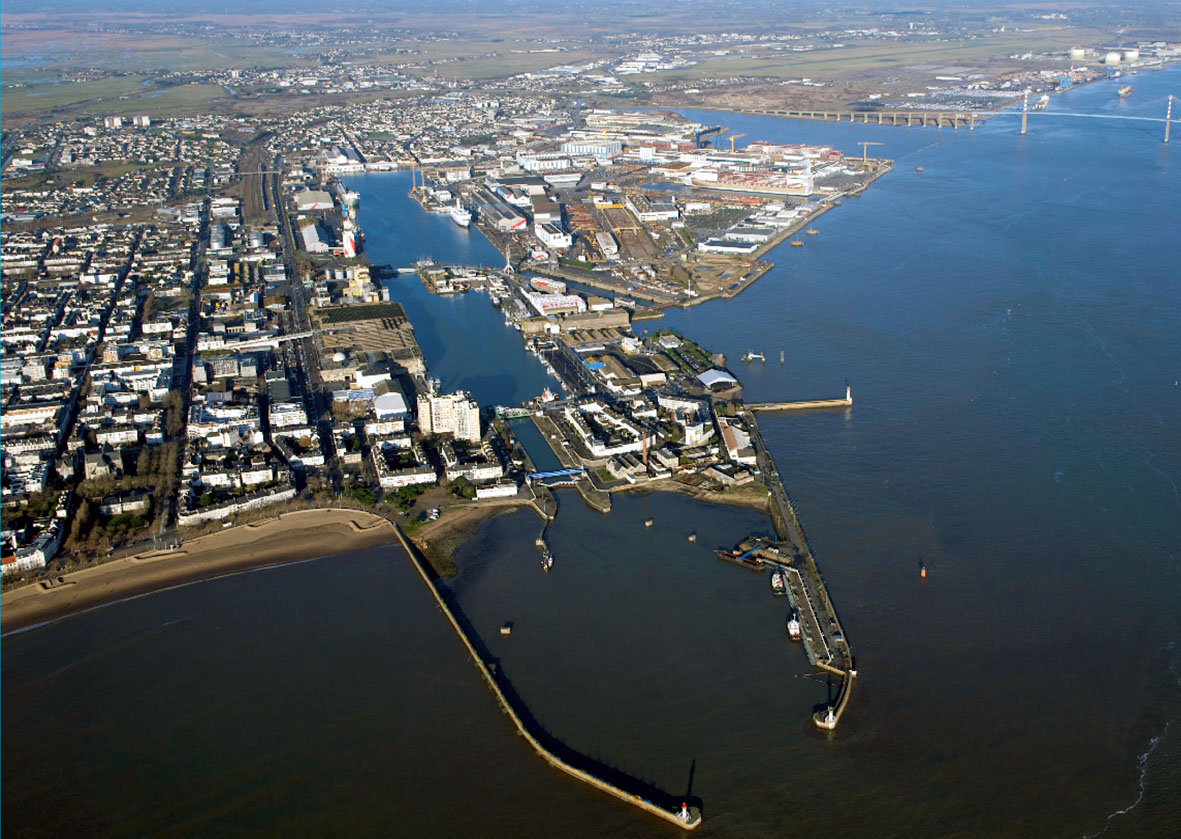
Le port : bassins de Saint-Nazaire et de Penhoët.

#### Première moitié duXIXesiècle
Au début du XIXe siècle, le port n'est encore qu'un havre. Saint-Nazaire est alors essentiellement un port de lamaneurs et de pilotes de Loire, qui guident les bateaux de commerce dans l'estuaire.
En 1802, on décide de construire une chaussée sur le Portereau, un phare, un môle, des bassins et des cales de constructions. Le môle, après une longue attente, s'édifia de 1828 à 1835. La ville est construite sur l'emplacement actuel du quartier du « Petit Maroc ».
Saint-Nazaire a pendant longtemps été un petit port puis le terminus d'une ligne de ferry vapeur (pyroscaphe) qui menait jusqu'à Nantes. Au milieu du XIXe siècle, la paroisse de Saint-Nazaire qui inclut le territoire actuel de Pornichet, ne compte que 3 216 habitants.

#### Création du port moderne et développement de la ville
Un nouveau Saint-Nazaire est créé sous le règne Napoléon III, comme port avancé de Nantes sur la Loire, profitant de trêves dans les guerres qui empêchaient jusque-là son évolution. Les navires de gros tonnage ne pouvant plus remonter jusqu'à Nantes, on en fit un port de substitution.
En 1856, le premier bassin, celui de Saint-Nazaire, est creusé par le remblaiement de l'anse de la Ville Halluard. Cette darse permettait aux navires de s’amarrer et de faire demi-tour.
En 1857, la Compagnie du chemin de fer de Paris à Orléans ouvre la Saint-Nazaire sur la ligne de Tours à Saint-Nazaire via Nantes.
L'installation des lignes postales transatlantiques vers l'Amérique centrale en 1862 ainsi que l'ouverture des premiers chantiers navals amorcent l'industrialisation de la ville et la modernisation de ses installations portuaires notamment avec les chantiers Scott. En 1865, le quartier de Méan situé à proximité des chantiers de Penhoët est détaché de la commune de Montoir-de-Bretagne pour intégrer celle de Saint-Nazaire. C'est le premier chantier naval français à lancer des navires modernes avec des coques en métal. En 1866, les chantiers Scott font faillite.
En 1868, Saint-Nazaire devient sous-préfecture à la place de Savenay, son arrondissement ne cessera alors de prendre de l'importance.
En 1879 fondation de la Chambre de commerce de Saint-Nazaire.
En 1881, l'inauguration du second bassin, celui de Penhoët, permet l'escale d'un nombre de navires plus important. Il assure avec son équipe la formation de la main d’œuvre du chantier nazairien. Ce trafic est alors régit par la convention postale qui prévoit que les navires exploités par le concessionnaire de la ligne doivent être construits pour moitié en France. Une écluse d'accès est aussi construite. Le vieux Saint-Nazaire, est ainsi coupé par cette écluse, créant ainsi une île artificielle appelée petit Maroc.
Durant cette période, la population de Saint-Nazaire connaît une croissance considérable, ce qui lui vaut le surnom de « petite Californie bretonne », en allusion à la ruée vers l'or en Californie, ou encore de « Liverpool de l'ouest » ; l'apport de population fut principalement local : (Brière), Basse-Bretagne (du Morbihan au Finistère-sud), et secondairement d'autres régions françaises.

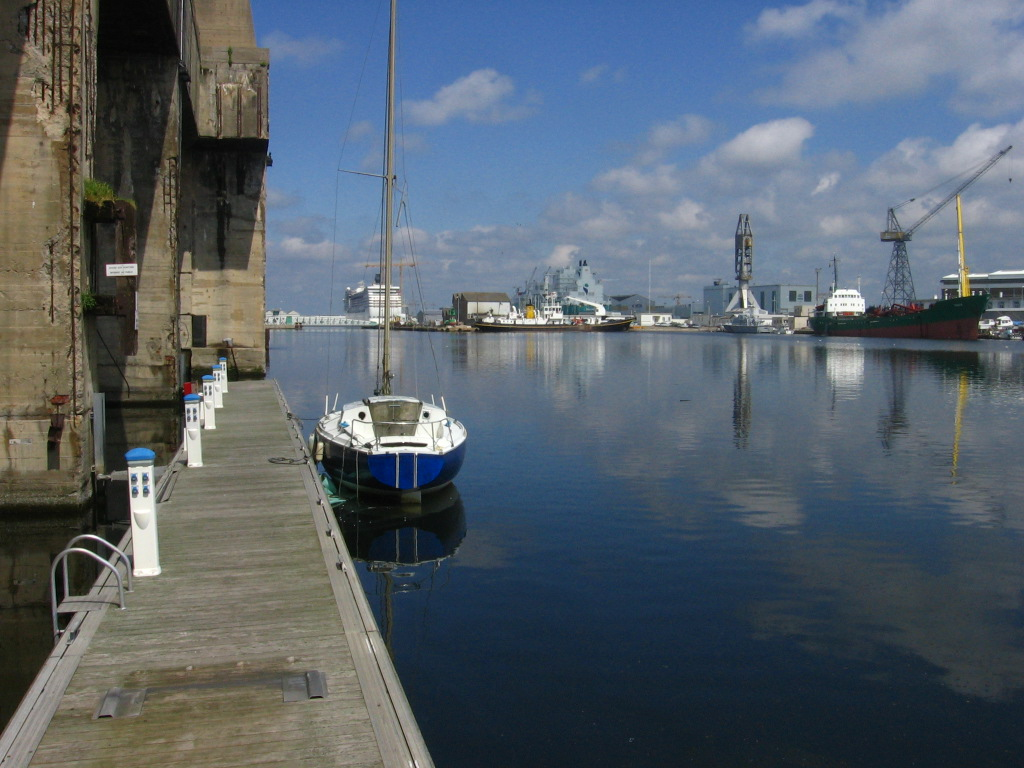
Bassin de Saint-Nazaire.
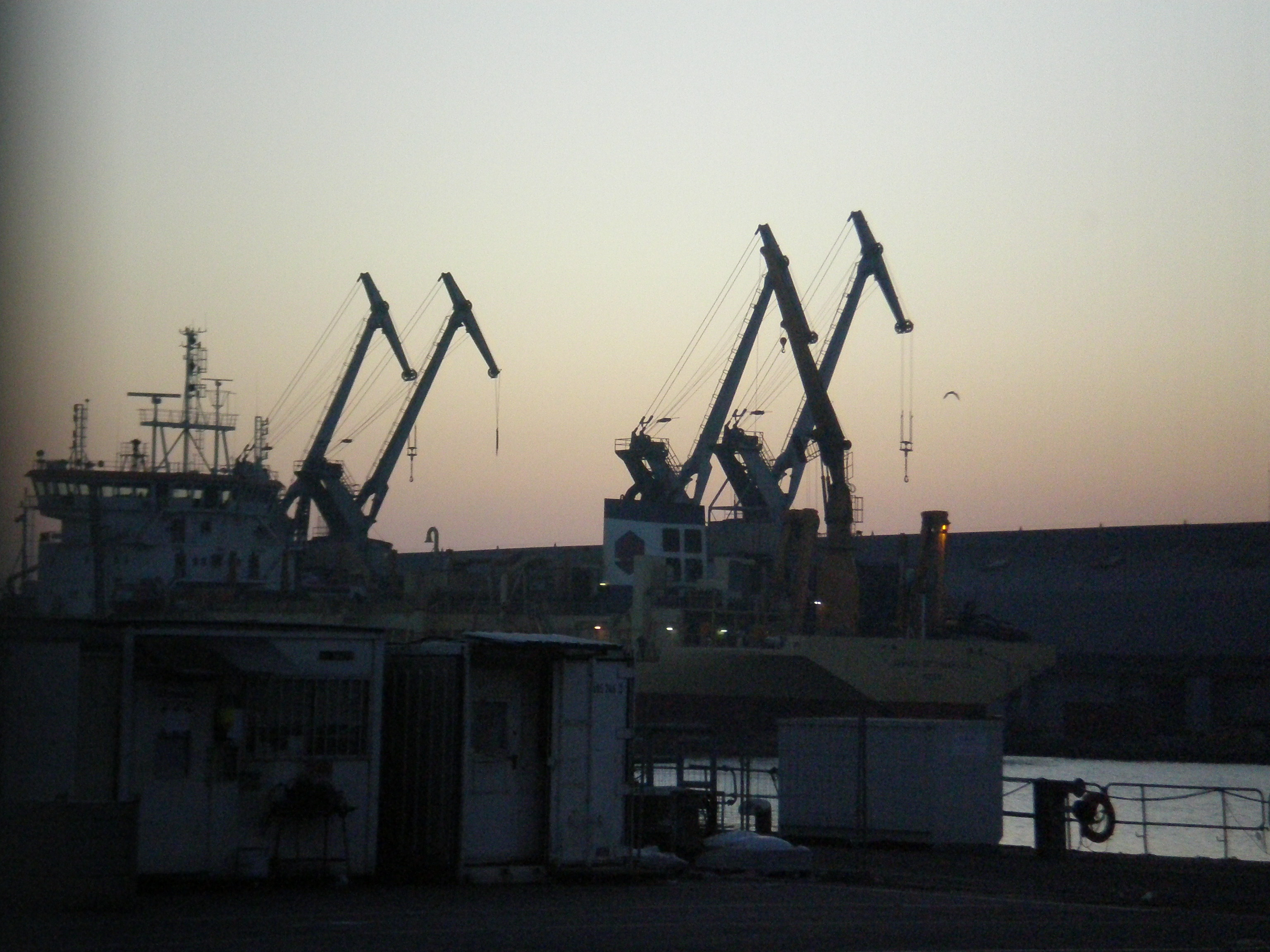
Terminal sablier.

#### Luttes sociales de la fin du siècle
Saint-Nazaire va ensuite connaître un épisode fondateur de son identité de Ville rouge : la grève des Forges de Trignac en 1894 (situées à l'époque sur la commune de Montoir-de-Bretagne, aujourd'hui commune de Trignac), qui a un retentissement national. Elle démarre en opposition à une réduction d'effectifs dans les ateliers de puddlage. Aussitôt, le 30 mars, les ouvriers se mettent en grève à une écrasante majorité. La grève, de peu d'importance, semble devoir être brève. Mais elle fait suite à d'autres évènements (la fusillade de Fourmies). Les socialistes affluent, défendent les grévistes arrêtés, organisent un battage médiatique important. La grève leur sert de porte-voix sur le plan national. C'est une démonstration de force, qui toutefois n'amènera ni généralisation du conflit ni avancée sociale.

#### Création de la commune de Pornichet
En 1900, est créée la commune de Pornichet par démembrement de Saint-Nazaire. Adjoint spécial à la mairie de Saint-Nazaire — dont dépendent alors les quartiers de Sainte-Marguerite et de Saint-Sébastien — Charles Mercier devient le premier maire de Pornichet à sa création en 1900 par séparation de terres de Saint-Nazaire et d'Escoublac-La Baule. Le premier conseil municipal est constitué le 13 mai 1900.

### XXesiècle

#### Première Guerre mondiale
La ville est le plus important port de débarquement des troupes américaines. C'est à Saint-Nazaire que débarquent les premiers contingents de soldats. L'installation de ces nouveaux combattants impose d'importants travaux et aménagements dans la région, en particulier plusieurs étangs sur la commune[réf. nécessaire] de l'Immaculée, au nord-ouest de la ville, afin de constituer des réserves suffisantes d'eau potable. Sur le port, un entrepôt frigorifique, l'un des premiers en France, est édifié.
Entre 1917 et 1918, 198 000 soldats américains débarquent dans le port de Saint-Nazaire. Neuf camps les accueillent, construits sous forme de baraquements en bois ou de tentes. Majoritairement en transit, ces militaires représentent entre 1917 et 1919 un effectif total stationné en permanence de 30 000 militaires, à comparer aux près de 40 000 habitants de la localité.
En mémoire de ces soldats est inauguré, en 1926, le Monument américain, dit Le Sammy ou Le Soldat de la liberté. Œuvre de la sculptrice Gertrude Vanderbilt Whitney, installé au bord du front de mer, il figure un soldat américain muni d'une épée et dressé sur un aigle, en bronze. En 1941, les Allemands le détruisent. Une souscription franco-américaine permet sa reconstruction en 1989. En 2019, une réplique est réalisée par les élèves du lycée Brossaud-Blancho et installée au bord de l'étang du Bois-Joalland, un lac artificiel aménagé en 1918 par l'armée américaine,,.

#### Entre-deux-guerres

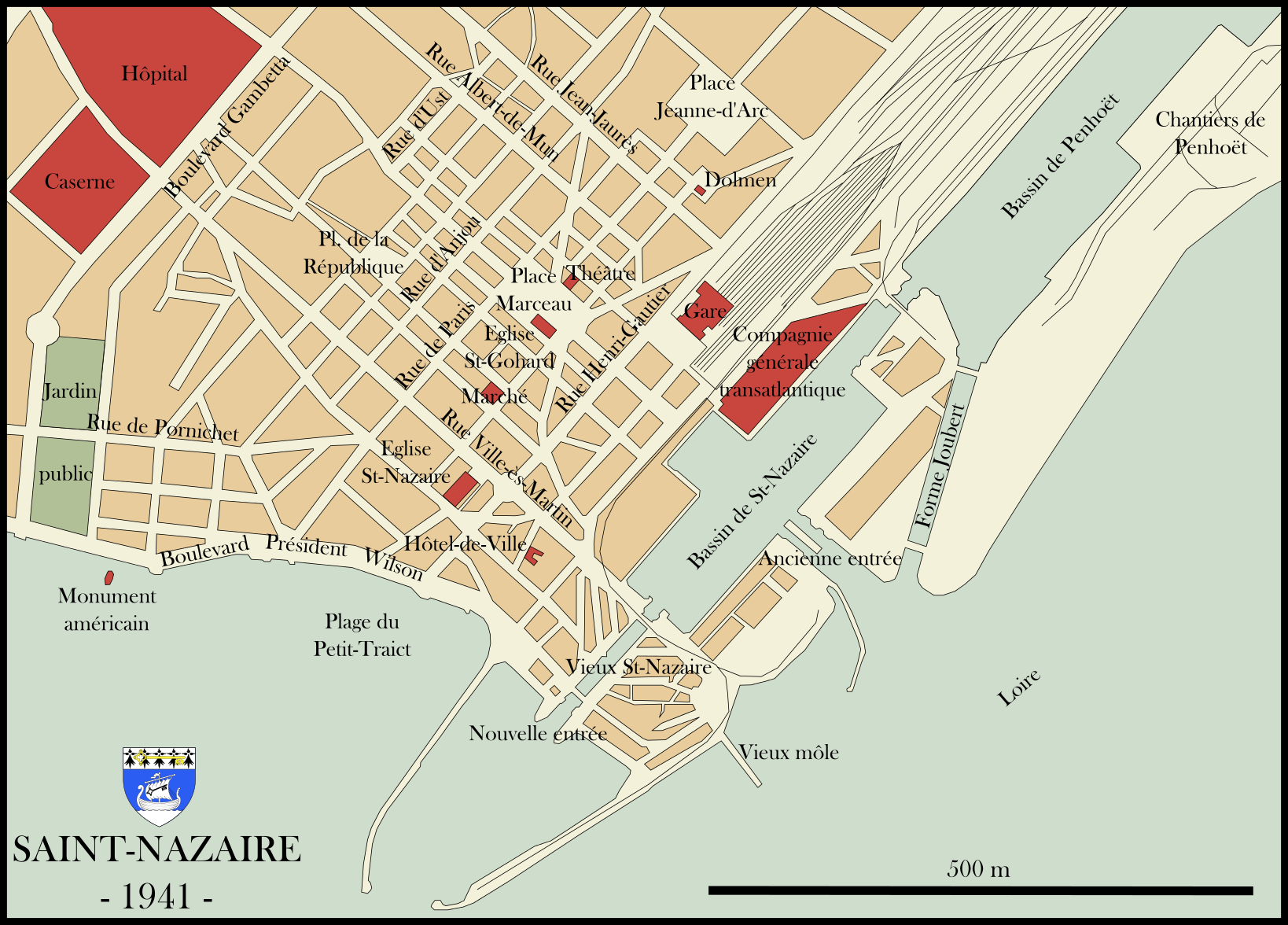
Le centre-ville de Saint-Nazaire avant les destructions de la Seconde Guerre mondiale. Le cœur de la ville, alors situé autour de la place Marceau, fut déplacé après-guerre sur la nouvelle avenue de la République, qui correspond au tracé de l'ancienne rue d'Ust.

En 1926, la suppression de l'arrondissement de Paimbœuf au profit de celui de Saint-Nazaire, augmente encore l'influence administrative de la ville au sud de l'estuaire de la Loire.
La construction aéronautique fait son apparition dès 1922 sur le site des chantiers navals qui, pour diversifier sa production, construit des hydravions. En 1936, l'entreprise est nationalisée, et les programmes militaires assurent le développement de l'activité.
Entre 1931 et 1932, la forme-écluse Joubert est réalisée, transformation nécessaire pour pouvoir accueillir la construction du nouveau fleuron de la Compagnie générale transatlantique, le paquebot Normandie.
En 1932, le casino de Saint-Nazaire en faillite est revendu à l’évêché de Nantes, qui le rase en partie et construit une école privée.
En 1935, la première partie de l’actuel Collège-Lycée Saint-Louis est construite à la place du casino.
En juin 1936, la grève générale affecte grandement la ville, les chantiers navals sont paralysés.

#### Seconde Guerre mondiale

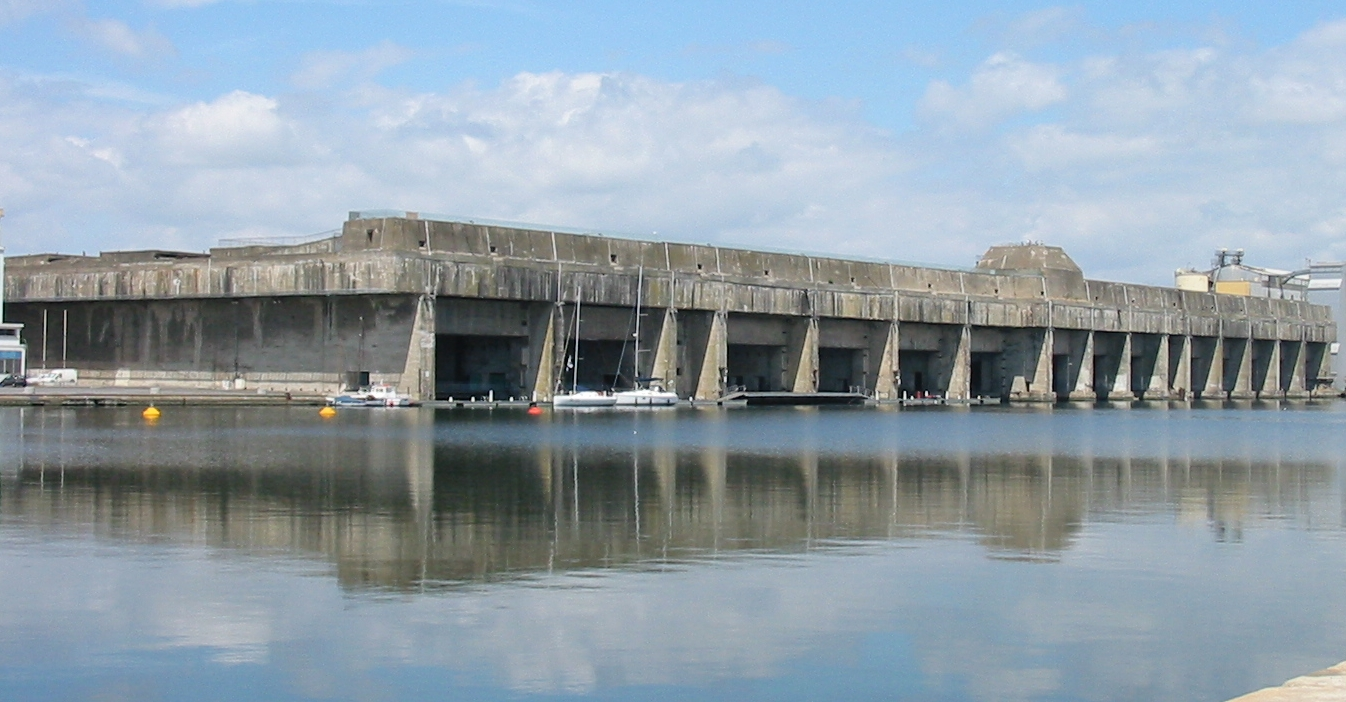
Base sous-marine de Saint-Nazaire. Elle abrite aujourd'hui un centre d'interprétation et différents commerces, et son toit accueille le Jardin du tiers paysage, œuvre de Gilles Clément.

En 1940, après l’évacuation en juin des forces alliées lors de l’opération Ariel, marquée par la tragédie du RMS Lancastria, le port est rapidement occupé par des unités de la Kriegsmarine. En décembre, les ingénieurs de l'organisation Todt inspectent le port et ses installations. Le site de l'ancienne darse de retournement des paquebots de la Compagnie générale transatlantique est retenu pour la construction d'un abri pour sous-marin, UBB pour les Allemands, c'est-à-dire U-Boot Bunker. Les trois premières alvéoles sont inaugurées le 30 juin 1941 après à peine quatre mois de travaux, par l'amiral Dönitz en personne et Fritz Todt. L'abri sera sans cesse agrandi pour atteindre quatorze alvéoles en 1943. Le toit, de trois mètres soixante d'épaisseur au départ, sera lui aussi renforcé par une seconde dalle d'une trentaine de centimètres d'un béton très dur contenant des granulats de granit. Puis une troisième dalle d'un mètre soixante-dix en moyenne couvrira une majorité du toit sauf à l'arrière de la base et sur les alvéoles numérotés 12, 13 et 14 où les travaux étaient en cours au mois de juin 1944. L'importance stratégique de la base amène les Allemands à fortifier les abords de la ville, tant du côté terrestre (aidés au nord par la présence de la Brière, vaste étendue de marais) que sur la côte. L'estuaire de la Loire coupe en deux parties le secteur de défense. De nombreuses et performantes batteries de DCA, la Flak, assurent, en cercles concentriques, la défense contre les raids aériens. De nombreux points de résistance sont établis tout au long de la côte.

##### Bombardements anglo-américains
Devant l'impossibilité de détruire la base, les Alliés décident de « rendre impossible » la vie aux Allemands en détruisant la ville et toutes les infrastructures civiles ou militaires. Des raids de destruction massive tant de jour que de nuit vont anéantir la ville à plus de 80 %. Ces bombardements feront de nombreuses victimes civiles, mais ne gêneront guère l'occupant qui a déplacé à La Baule la majorité de ses services et hébergements. En 1943, la ville de Saint-Nazaire est évacuée après de nouveaux raids meurtriers.
En mars 1942, l'opération Chariot permit à un commando britannique d'endommager la forme Joubert de manière à empêcher les cuirassés allemands de pouvoir y être réparés. La porte-écluse fermant le bassin est détruite pendant le raid — grâce au navire HMS Campbeltown qui servit de navire bélier — et ne sera réparée qu'après la guerre. Cette année verra se dérouler 19 bombardements, avec 389 victimes civiles
L'année 1943 connaît neuf bombardements dont le 3 janvier (bombardement de la base sous-marine en travaux), les 28 février (bombes explosives et incendiaires créant 600 foyers d’incendies) et 29 mai, qui détruiront 60 % des habitations et des commerces, dont l'hôtel de ville. L'école d'apprentissage des Chantiers de Penhoët est touchée par le bombardement du 9 novembre 1942, entraînant le décès de 134 apprentis âgés de 14 à 17 ans sur un total de plus de 180 morts et plus de 100 blessés. Lors des semaines qui suivirent le débarquement de Normandie, les troupes allemandes se replièrent dans la région et créèrent une zone de résistance où les combats se poursuivirent, appelée poche de Saint-Nazaire. Celle-ci fut libérée trois jours après la capitulation nazie, soit le 11 mai 1945. Ainsi, Saint-Nazaire est la dernière ville libérée du joug nazi en Europe.

###### Après-guerre: reconstruction et réaménagement urbain

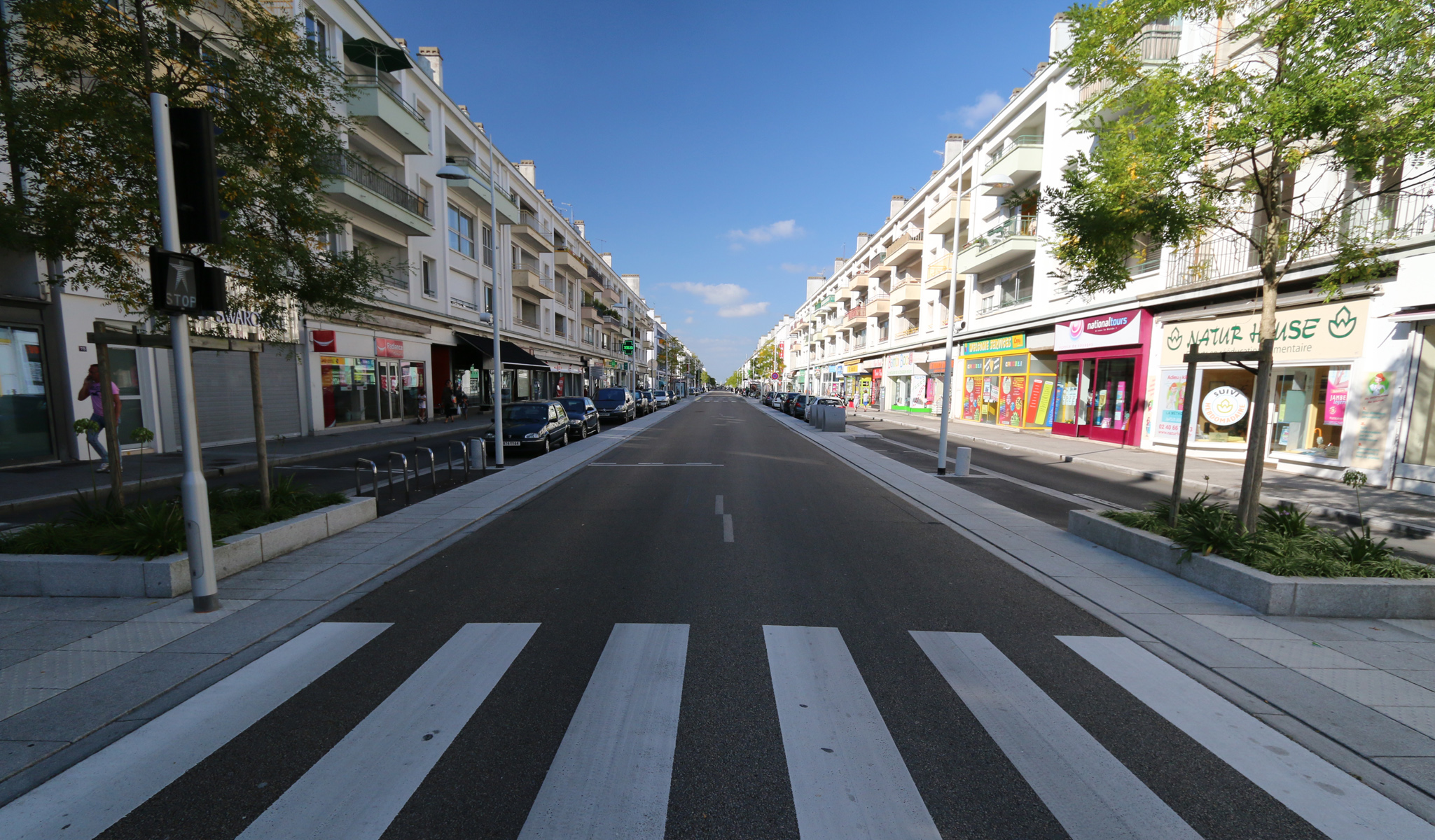
L' avenue de la République.

Saint-Nazaire est reconstruit autour de l'axe de l'avenue de la République, en tournant le dos à la mer.
Ce passé de guerre, et surtout de reconstruction, est encore largement visible le long des plages, avec des bunkers témoins des batailles passées. Contrairement aux idées reçues, elle ne doit pas son plan hippodamien — cet urbanisme à rues perpendiculaires — à la reconstruction, mais à la première création de la ville nouvelle (XIXe siècle). Des éléments notables sont les étangs du Parc paysager ou du Bois Joalland à l'Immaculée (crée par les Américains durant la Première Guerre mondiale), qui furent creusés pour répondre aux besoins en eau de la ville (cf. Première Guerre mondiale). La reconstruction de la ville fut confiée dès 1943 à l'architecte Noël Le Maresquier, Prix de Rome 1930. Nommé par le Ministère de la Reconstruction et de l’Urbanisme, ce dernier opta pour une architecture moderne, minimaliste et fonctionnelle.
Depuis quelques années, la municipalité essaie de réorienter la ville vers le port, avec notamment le réaménagement des abords de la base sous-marine qui accueillent à présent des équipements de loisirs avec par exemple le multiplexe Cinéville, des commerces (avec notamment le centre commercial Ruban bleu) ainsi que plusieurs sites de visites (Escal'Atlantic sur l'histoire des paquebots, l'Écomusée ou encore le sous-marin Espadon). Ce projet urbain dénommé « Ville-port » a pour vocation de devenir une extension du centre-ville. Le projet laisse également une place importante à la construction de programmes neufs de logements. Enfin, l'ancienne gare de voyageurs délaissée après-guerre a subi une importante rénovation afin d'accueillir une nouvelle salle de spectacle, appelée Le Théâtre, destinée principalement à accueillir la scène nationale éponyme - anciennement appelée Le Fanal - qui a changé de nom lors de son emménagement à la rentrée 2012. En 2019, la salle est nommée Théâre Simone Veil.
Dans le secteur se situe également Agora 1901, la maison des associations qui abrite notamment le cinéma Art et Essai Jacques Tati de la Scène Nationale Le Théâtre, nommé en hommage au film Les vacances de Monsieur Hulot tourné sur le littoral nazairien à la station balnéaire de Saint-Marc-sur-Mer.
Le quartier de la nouvelle gare a quant à lui subi des transformations à visée d'attractivité économique, avec la réalisation des deux tours du projet Meteor, la rénovation de la gare, et plus récemment la construction d'un complexe hôtelier. Ce quartier attire aujourd'hui plus d'un million de visiteurs chaque année.

#### Conflit social de 1955
Un des événements marquants de l'après-guerre est la grève des chantiers navals en 1955, décrite par Louis Oury dans son livre Les Prolos (1973) ; cette grève précède de peu celle des chantiers navals de Nantes.
Le conflit commence à la fin de 1954 lorsque la direction impose aux soudeurs le système du paiement au boni : principe selon lequel à une tâche donnée, est affecté un temps minimum d'indice 100 et un temps maximum d'indice 150. Si l'équipe utilise le temps maximum (ou plus), elle touche le salaire de base (indice 100) ; si elle utilise le temps minimum, elle touche un salaire d'indice 150 : le boni est dans ce cas de 50 (le maximum possible). Ce système peut se concevoir dans un chantier naval où il n'y a pas de travail à la chaîne. Le problème, c'est que le salaire de base est insuffisant et que les temps sont calculés de façon arbitraire. Jusqu'en 1954, les soudeurs touchent le boni moyen de l'atelier où ils travaillent, ce qui est logique puisqu'ils interviennent à la demande des autres ouvriers.
Le changement de statut des soudeurs, ajouté à la faiblesse générale des salaires et notamment à l'écart par rapport aux salaires dans la métallurgie parisienne, va provoquer un mouvement de grèves larvées, avec arrêts de travail de courte durée en rotation entre les différents corps de métier, ce qui désorganise la production de façon anarchique (du point de vue de la direction). Les trois syndicats : la CGT, la CGT-FO et la CFTC sont en revanche dans une phase d'unité d'action, dans la lutte et dans la négociation, ce qui renforce le mouvement.
Après cette longue période de grèves larvées, la situation devient très tendue au cours de l'été et le 1er août 1955 une véritable bataille a lieu entre ouvriers et forces de l'ordre dans l'atelier des chaudières de Penhoët puis sur le terre-plein de Penhoët 50 ouvriers et 60 policiers sont blessés; malgré la violence du combat, il n'y a pas de mort, contrairement à Nantes (comme l'illustre le film de Jacques Demy, Une chambre en ville). À la suite de cet événement spectaculaire, les positions patronales se trouvent très affaiblies et les négociations aboutissent à une augmentation des salaires de 22 %.

## Politique et administration

### Découpage territorial

#### Structures intercommunales
Saint-Nazaire est le pôle d'une communauté d'agglomération, la CARENE, qui regroupe 10 communes et 120 000 habitants sur plus de 300 km2. Elle est symbolisée par la décoration d'un château d'eau le long de la voie express. Elle inclut notamment Pornichet, tandis que La Baule fait partie d'une autre structure, cap Atlantique.
La communauté d'agglomération de Saint-Nazaire est englobée dans l'aire métropolitaine Nantes-Saint-Nazaire, désignée par l'État comme métropole d'équilibre dès 1963, qui compte 925 000 habitants. Cette aire métropolitaine se situe au 5e rang national et 36e européen.

#### Cantons
La ville est divisée en deux cantons :
- le canton de Saint-Nazaire-1 ;
- le canton de Saint-Nazaire-2.

### Élections municipales et communautaires

#### Élections municipales et tendances politiques
Aux élections municipales de 2014, la liste d'union d'union de la gauche obtient la majorité de 36 sièges au conseil municipal. David Samzun est élu. L'opposition se compose de 5 élus UDI-MoDem, 3 élus FN, et 3 élus UMP.
L'opposition de droite régulièrement désunie à Saint-Nazaire n'a jamais eu plus de dix conseillers municipaux depuis l'entre-deux guerres : liste UDF-RPR Richard contre liste DL-RPF Gicquiaud à l'élection municipale de 2001, liste MoDem Izorce contre liste UMP Garnier à la municipale de 2008, puis éclatement du groupe UMP de trois élus en 2010, etc. En 2014 l'union des droites UMP-UDI-MoDem autour de Ludovic Le Merrer envoie un groupe de huit élus au conseil municipal et quatre à la CARENE (communauté d'agglomération), celui-ci se scinde en deux groupes après un mois et demi de mandat.
La Communauté d'agglomération de la région nazairienne et de l'Estuaire (CARENE) associe Saint-Nazaire et neuf autres communes. Elle siège au Meteor, dans le quartier de la gare. Depuis sa création, en 2001, elle est présidée par le maire de Saint-Nazaire, sa commune-centre : successivement Joël Batteux, puis à partir d'avril 2014, David Samzun.
Durant la mandature 2014-2020, le conseil municipal de Saint-Nazaire était représenté par 21 de ses élus (dont 9 des adjoints au maire), sur 49 conseillers communautaires : 13 PS, 2 MoDem, 2 PC, 1 FN, 1 UMP, 1 UDI, et 1 PRG.
En 2020, aux élections municipales, la liste menée par David Samzun (divers gauche) obtient la majorité avec 39 sièges. Les listes de l'opposition centriste et de droite divisées, du RN et de Lutte Ouvrière, sont éliminées au premier tour. La liste écologiste de Pascale Hameau, qui s'est regroupée durant l'entre-deux-tours avec la liste d'union de la gauche (PS-PRG-Générations-PCF-NPA) menée par la dissidente de l'ancienne majorité municipal et ex-vice-présidente de la CARENE Gaëlle Bénizé-Tual, obtient 10 sièges. À la suite de ces élections, le conseil municipal est composé de deux groupes seulement, le groupe majoritaire, soutien du maire David Samzun et le groupe d'opposition de gauche, composé en partie d'ancien membre de sa majorité sous la mandature précédente (2014-2020). Les groupes d'opposition centriste, LR et RN ne sont donc plus présents au sein du conseil municipal. Comme dans toute la France, la participation à ce scrutin est faible (34,82% au premier tour, 31,38 %° au second tour).

#### Liste des maires

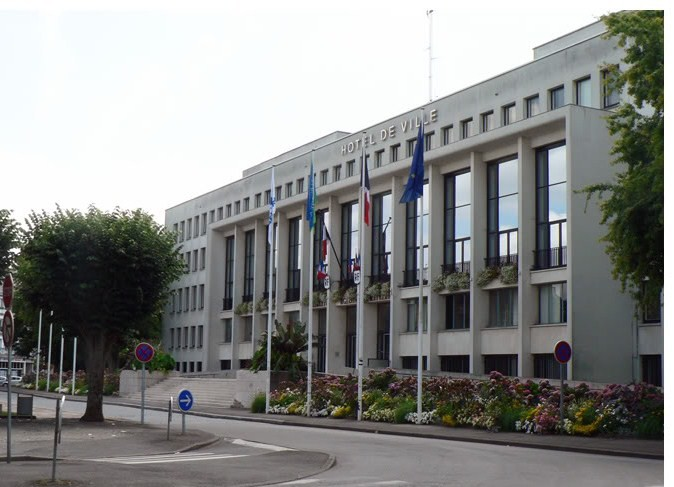
Hôtel de ville.

De forte tradition ouvrière, l'électorat nazairien est ancré à gauche, comme en témoigne la liste des maires successifs. Il est à noter qu'en dépit de sa réputation de « ville rouge », jamais Saint-Nazaire n'a été administré par un maire communiste. Depuis 1925, les maires successifs de Saint-Nazaire se réclament du socialisme ou de la social-démocratie.
| Période           | Période          | Identité               | Étiquette                    | Qualité |
| ----------------- | ---------------- | ---------------------- | ---------------------------- | --- |
| 11 mai 1945       | 13 octobre 1945  | François Blancho       | SFIO                         | Ouvrier chaudronnier Président de la délégation municipale provisoire                                                                                                 |
| 13 octobre 1945   | 29 juin 1946     | Jean Guitton           | SFIO                         | Économe des hôpitaux de Saint-Nazaire Député de la Loire-Inférieure (1945 → 1958) Conseiller général de Saint-Nazaire (1945 → 1967) Démissionnaire                    |
| 29 juin 1946      | 4 novembre 1947  | Charles Grenapin-Pitre | SFIO                         | Retraité des Ponts et Chaussées Premier adjoint au maire (1945 → 1946)                                                                                                |
| 4 novembre 1947   | 26 mai 1954      | François Blancho       | SFIO                         | Ouvrier chaudronnier Démissionnaire |
| 26 mai 1954       | 26 juin 1954     | Louis Bretonnière      | SFIO                         | Président de la délégation spéciale |
| 26 juin 1954      | 14 décembre 1968 | François Blancho       | SFIO                         | Retraité des chantiers navals Député de la Loire-Atlantique (6e circ.) (1962 → 1967) Membre du Parlement européen (1962 → 1964) Maire honoraire (1968) Démissionnaire |
| 14 décembre 1968, | 22 mars 1983     | Étienne Caux           | SFIO puis PS                 | Instituteur puis directeur de groupe scolaire Président de l'Office municipal d'HLM                                                                                   |
| 22 mars 1983      | 4 avril 2014     | Joël-Guy Batteux       | PS puis MDC puis AGR puis PS | Ingénieur chimiste Conseiller régional (1983 → 2010) Président de la CARENE (2001 → 2014)                                                                             |
| 4 avril 2014      | En cours         | David Samzun           | PS                           | Employé de banque Président de la CARENE (depuis 2014) |

Depuis 1790, Saint-Nazaire fait partie du département de Loire-Inférieure, renommé Loire-Atlantique en 1957.
En 1868, Saint-Nazaire est devenue la sous-préfecture d'un arrondissement, dont Savenay était jusqu'ici le chef-lieu.
Le 11 février 1977, le conseil municipal de Saint-Nazaire vote un vœu en faveur du rattachement de la Loire-Atlantique à la région Bretagne.

### Finances communales
| Taxe                                                | Taux appliqué (part communale) | Recettes dégagées en 2014 et en € |
| --------------------------------------------------- | ------------------------------ | --------------------------------- |
| Taxe d'habitation (TH)                              | 18,04 %                        |                                   |
| Taxe foncière sur les propriétés bâties (TFPB)      | 21,61 %                        |                                   |
| Taxe foncière sur les propriétés non bâties (TFPNB) | 66,75 %                        |                                   |

### Jumelages
- Avilés (Espagne)
- Sarrelouis (Allemagne) depuis 1969
- Sunderland (Royaume-Uni) depuis le 1er mai 1953
- Peillac (France) depuis 1990
- Mahdia (Tunisie) depuis le milieu des années 1990
- Saint-Hubert (Québec) depuis 1991 jusqu'en 2002, (Cette ville fut supprimée lors de fusions municipales)[49].

Elle a aussi des accords de coopération avec :
- Cienfuegos (Cuba) depuis 1996
- Progreso (Mexique) depuis 2009
- Kribi (Cameroun) depuis 1987

## Équipements et services publics

### Espaces publics
La ville a obtenu 3 fleurs au palmarès 2014 du concours des villes et villages fleuris.
- Jardin des Plantes dessiné par François Aubry[50]
- Parc paysager

### Enseignement

#### Enseignement primaire
(effectifs année 2015 - 2016)
Enseignement public du 1er degré : 20 groupes scolaires, accueillant 5 141 élèves :
- Andrée-Chedid 100 élèves (en maternelle et 130 élèves en primaire)
- Albert-Camus (129 élèves en maternelle et 149 élèves en primaire)
- Carnot (123 élèves en maternelle et 161 élèves en primaire)
- Châteaubriand (132 élèves en maternelle et 186 élèves en primaire)
- Élisa Lemonnier (78 élèves en maternelle) et école primaire Paul Bert (108 élèves)
- Ernest-Renan (147 élèves en maternelle et primaire)
- Ferdinand-Buisson (90 élèves en maternelle et 144 élèves en primaire)
- Gambetta (113 élèves en maternelle et 161 élèves en primaire)
- Jean-Jaurès (147 élèves en maternelle et 291 élèves en primaire)
- Jean-Zay (166 élèves en maternelle et primaire)
- Jules-Ferry (257 élèves en maternelle et primaire)
- Jules-Simon (155 élèves en maternelle et 430 élèves en primaire)
- Lamartine (137 élèves en maternelle et 197 élèves en primaire)
- Léon-Blum (104 élèves en maternelle et 144 élèves en primaire)
- Madeleine-Reberioux (147 élèves)
- Michelet (79 élèves en maternelle et 153 élèves en primaire)
- Pierre-Brossolette (184 élèves en maternelle et primaire)
- Pierre-et-Marie-Curie (78 élèves en maternelle et 156 élèves en primaire)
- Victor-Hugo (113 élèves en maternelle et 175 élèves en primaire)
- Waldeck-Rousseau (97 élèves en maternelle et primaire)

Enseignement privé du 1er degré : 8 écoles maternelles et élémentaires (1 283 élèves) :
- Immaculée-Saint-Jean (191 élèves)
- Notre-Dame-de-Toutes-Aides (6 classes, 151 élèves)
- Saint-Gohard (139 élèves répartis en 2 classes de maternelle et 4 classes de primaire)
- Saint-Jean-Sainte-Bernadette (8 classes, 216 élèves)
- Saint-Joseph de Méan (126 élèves)
- Saint-Joseph de Saint-Marc-sur-Mer (90 élèves)
- Saint-Joseph - Notre Dame (335 élèves répartis en 4 classes de maternelle et 9 classes de primaire ainsi qu'une CLIS)
- École élémentaire privée bilingue Diwan (français - breton)

#### Enseignement secondaire
Les collèges nazairiens rassemblent près de 7 000 collégiens [réf. nécessaire] répartis dans 6 collèges :
collèges publics
- Albert-Vinçon (452 élèves répartis en 16 classes) ;
- Pierre-Norange ;
- Anita Conti ;
- Jean-Moulin (772 élèves) ayant la particularité d'accueillir des classes à horaires aménagés en sport et en musique

Collèges privés
- Saint-Louis : 1 070 élèves (790 au collège), internat (historiquement un collège de garçons).
- Sainte-Thérèse (historiquement un collège de filles) : 810 élèves (460 élèves au collège).

Lycées
Les lycées nazairiens rassemblent près de 6 000 élèves [réf. nécessaire] répartis dans 10 lycées :
Deux lycées sont situées dans la cité scolaire, l'une des plus grandes de France, avec près de 4 000 lycéens. Elle a été inaugurée en 1959 et se situe près du plaine des sports:
- Le lycée public d'enseignement général et technologique Aristide Briand, 3 500 élèves, un des plus grands lycées de France. À l'exception du lycée expérimental, à fonctionnement particulier et effectif réduit, il s'agit du seul lycée public d'enseignement général et technologique de la ville.

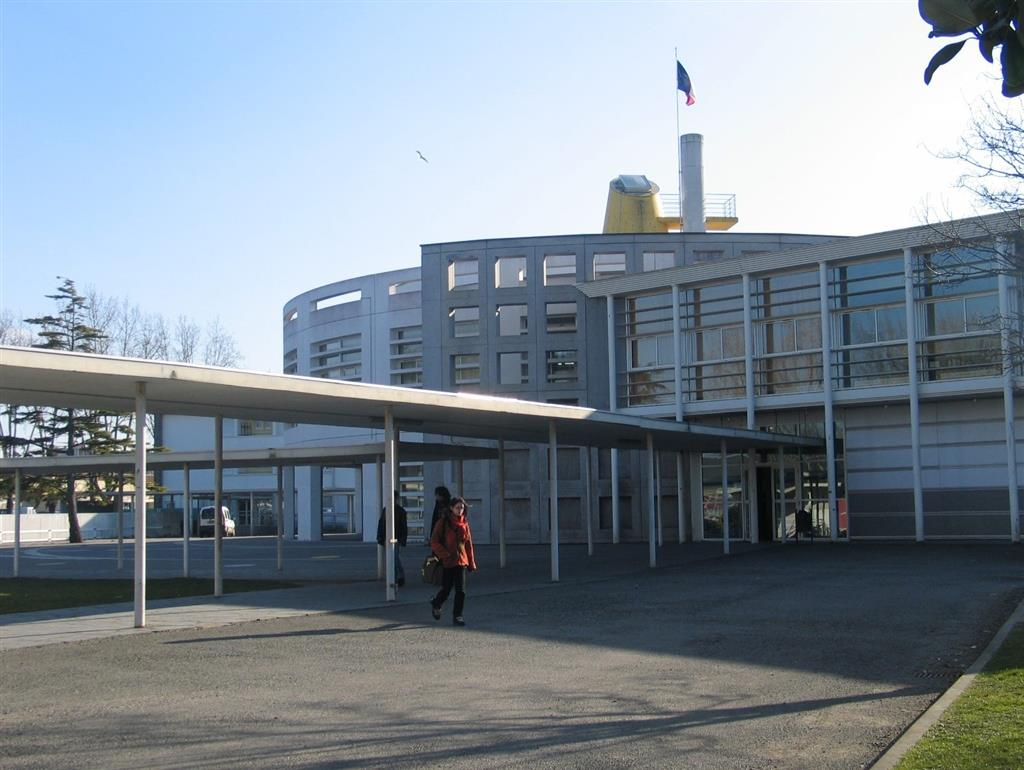
le lycée public professionnel Brossaud-Blancho. En dehors de la cité scolaire :
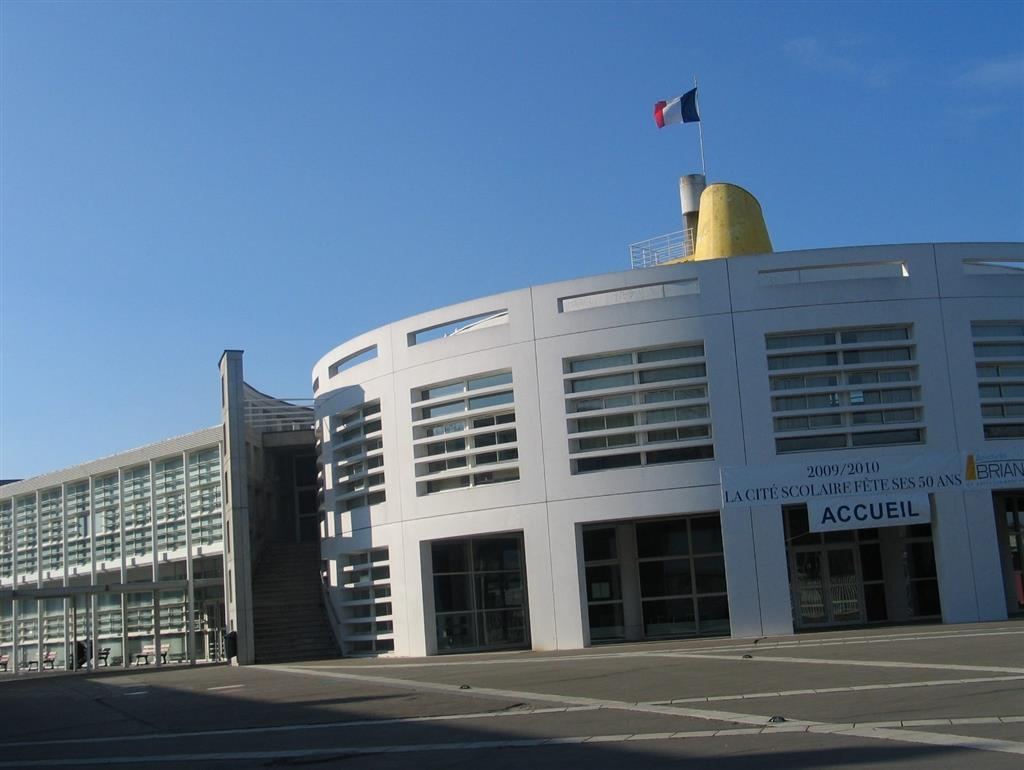

- le lycée expérimental, lycée public d'enseignement général cogéré par les enseignants et par les élèves, à Ville-Port;
- le lycée privé d'enseignement général Saint-Louis (280 élèves), situé sur le Front de Mer;
- le lycée professionnel André Boulloche, situé dans le quartier de la Berthauderie
- le lycée professionnel Heinlex, situé dans le quartier éponyme.
- le lycée privé d'enseignement général et technologique Notre-Dame-d'Espérance (800 élèves dont 200 étudiants en BTS), en centre-ville.
- le lycée privé professionnel Sainte-Thérèse (350 élèves), en centre-ville
- le lycée privé hôtelier Sainte-Anne (770 élèves), situé entre la cité scolaire et l'ancien hôpital ; bien qu'étant principalement lycée hôtelier, cet établissement propose également des formations de boulangerie-pâtisserie et sanitaires et sociales.
- le lycée privé laïc d'enseignement professionnel Le Masle (170 élèves), à Ville-Port
- La cité-scolaire.

#### Enseignement supérieur et recherche
Le pôle universitaire de Saint-Nazaire fait partie de l'Université de Nantes, parmi les plus grandes universités françaises[réf. nécessaire] avec environ 35 000 étudiants, dont près de 5 000 sur le pôle universitaire de Saint-Nazaire. Le campus nazairien est composé de deux domaines universitaires : Gavy-Océanis et Heinlex où se trouve un le siège de l'IUT Les formations de l'IUT se répartissent entre les deux sites. Le site de Gavy abrite également une licence et des master, ainsi que des formations de Polytech Nantes.
En outre, des lycées (Aristide Briand, Heinlex, Sainte-Anne, Notre-Dame d'Espérance, le Masle) proposent des formations d'enseignement supérieur : STS, CPGE, Mention complémentaire, Bachelor.
En 2009, l'association CVEN (Conseil de la Vie Étudiante Nazairienne) est créée pour fédérer tous les étudiants et animer la vie associative étudiante de Saint Nazaire.
En 2021, l'Ecole Municipale d'Arts Plastique est transformée en site de l'École Supérieure des Beaux-Arts de Nantes Métropole, devenant à l'occasion l'École Supérieure des Beaux-Arts de Nantes-Saint-Nazaire et propose dorénavant des formations d'enseignement supérieur. En 2022, l'école s'installe dans un nouveau campus, sur le site de l'ancienne gare, à proximité du Théâtre Simone Veil.

### Santé
La cité sanitaire Georges Charpak comporte le centre hospitalier de Saint-Nazaire et la Clinique Mutualiste de l'Estuaire. Elle mesure 325 mètres de  long, 110 mètres de large pour 93 000 m2 de superficie et compte plus de 2 000 employés.

## Population et société

### Démographie
Selon le classement établi par l'Insee, Saint-Nazaire est le centre d'une aire urbaine, d'une unité urbaine, d'une zone d'emploi et d'un bassin de vie. Toujours selon l'Insee, en 2010, la répartition de la population sur le territoire de la commune était considérée comme « intermédiaire » : 95 % des habitants résidaient dans des zones « intermédiaires » et 5 % dans des zones « peu denses ».

#### Évolution démographique
L'évolution du nombre d'habitants est connue à travers les recensements de la population effectués dans la commune depuis 1793. Pour les communes de plus de 10 000 habitants les recensements ont lieu chaque année à la suite d'une enquête par sondage auprès d'un échantillon d'adresses représentant 8 % de leurs logements, contrairement aux autres communes qui ont un recensement réel tous les cinq ans,.

En 2022, la commune comptait 73 111 habitants, en évolution de +4,87 % par rapport à 2016 (Loire-Atlantique : +6,68 %, France hors Mayotte : +2,11 %).
| 1793  | 1800  | 1806  | 1821  | 1831  | 1836  | 1841  | 1846  | 1851  |
| ----- | ----- | ----- | ----- | ----- | ----- | ----- | ----- | ----- |
| 3 381 | 3 216 | 3 303 | 3 204 | 3 789 | 3 701 | 3 771 | 4 145 | 5 318 |

| 1856  | 1861   | 1866   | 1872   | 1876   | 1881   | 1886   | 1891   | 1896   |
| ----- | ------ | ------ | ------ | ------ | ------ | ------ | ------ | ------ |
| 5 743 | 10 845 | 18 896 | 17 066 | 18 300 | 19 626 | 25 575 | 30 935 | 30 813 |

| 1901   | 1906   | 1911   | 1921   | 1926   | 1931   | 1936   | 1946   | 1954   |
| ------ | ------ | ------ | ------ | ------ | ------ | ------ | ------ | ------ |
| 35 813 | 35 762 | 38 267 | 41 631 | 39 411 | 40 488 | 43 281 | 11 802 | 39 350 |

| 1962   | 1968   | 1975   | 1982   | 1990   | 1999   | 2006   | 2011   | 2016   |
| ------ | ------ | ------ | ------ | ------ | ------ | ------ | ------ | ------ |
| 58 286 | 63 289 | 69 251 | 68 348 | 64 812 | 65 868 | 68 838 | 67 097 | 69 719 |

| 2021   | 2022   | - | - | - | - | - | - | - |
| ------ | ------ | - | - | - | - | - | - | - |
| 72 057 | 73 111 | - | - | - | - | - | - | - |

La population est à son maximum historique lors de la publication des données de 2015. Auparavant, le maximum de la population avait été atteint en 1975 avec 69 251 habitants. Une période de baisse, et de stagnation a suivi dans les années 1980, 90 et au début des années 2000. La commune occupe aujourd'hui le 72e rang au niveau national, alors qu'elle était au 67e en 1999, et le 2e au niveau départemental sur 207 communes.
Démembrée partiellement en 1900 (avec La Baule-Escoublac) à l'occasion de la création de Pornichet, la ville est évacuée en totalité à la fin de la Seconde Guerre mondiale ; seuls restaient 60 habitants. Pour le recensement de 1836, la source provient des archives départementales de la Loire-Atlantique.

#### Pyramide des âges
La population de la commune est relativement jeune.
En 2018, le taux de personnes d'un âge inférieur à 30 ans s'élève à 34,5 %, soit en dessous de la moyenne départementale (37,3 %). À l'inverse, le taux de personnes d'âge supérieur à 60 ans est de 29,2 % la même année, alors qu'il est de 23,8 % au niveau départemental.
En 2018, la commune comptait 33 722 hommes pour 36 897 femmes, soit un taux de 52,25 % de femmes, légèrement supérieur au taux départemental (51,42 %).
Les pyramides des âges de la commune et du département s'établissent comme suit.
| Hommes | Classe d’âge | Femmes |
| ------ | ------------ | ------ |
| 0,7    | 90 ou +      | 2,2    |
| 7,4    | 75-89 ans    | 11,3   |
| 16,9   | 60-74 ans    | 19,6   |
| 19,2   | 45-59 ans    | 19,8   |
| 17,4   | 30-44 ans    | 16,4   |
| 20,2   | 15-29 ans    | 15,1   |
| 18,3   | 0-14 ans     | 15,7   |

| Hommes | Classe d’âge | Femmes |
| ------ | ------------ | ------ |
| 0,6    | 90 ou +      | 1,8    |
| 6      | 75-89 ans    | 8,6    |
| 15,1   | 60-74 ans    | 16,4   |
| 19,4   | 45-59 ans    | 18,8   |
| 20,1   | 30-44 ans    | 19,3   |
| 19,2   | 15-29 ans    | 17,4   |
| 19,5   | 0-14 ans     | 17,6   |

#### Statistiques démographiques
Saint-Nazaire est la ville la plus égalitaire de France, avec un coefficient de Gini de 0,330.
Situation matrimoniale[Quand ?] :
- 47 % : mariés ;
- 9 % : divorcés ;
- 9 % : veufs ;
- 35 % : célibataires.

Nombre de logements[Quand ?] :
- 37 000, dont 33 000 en résidence principale ;
- propriétaires : 55 % ;
- locataires : 45 % ;
- appartements : 57 % ;
- maisons : 43 %.

### Sports et loisirs

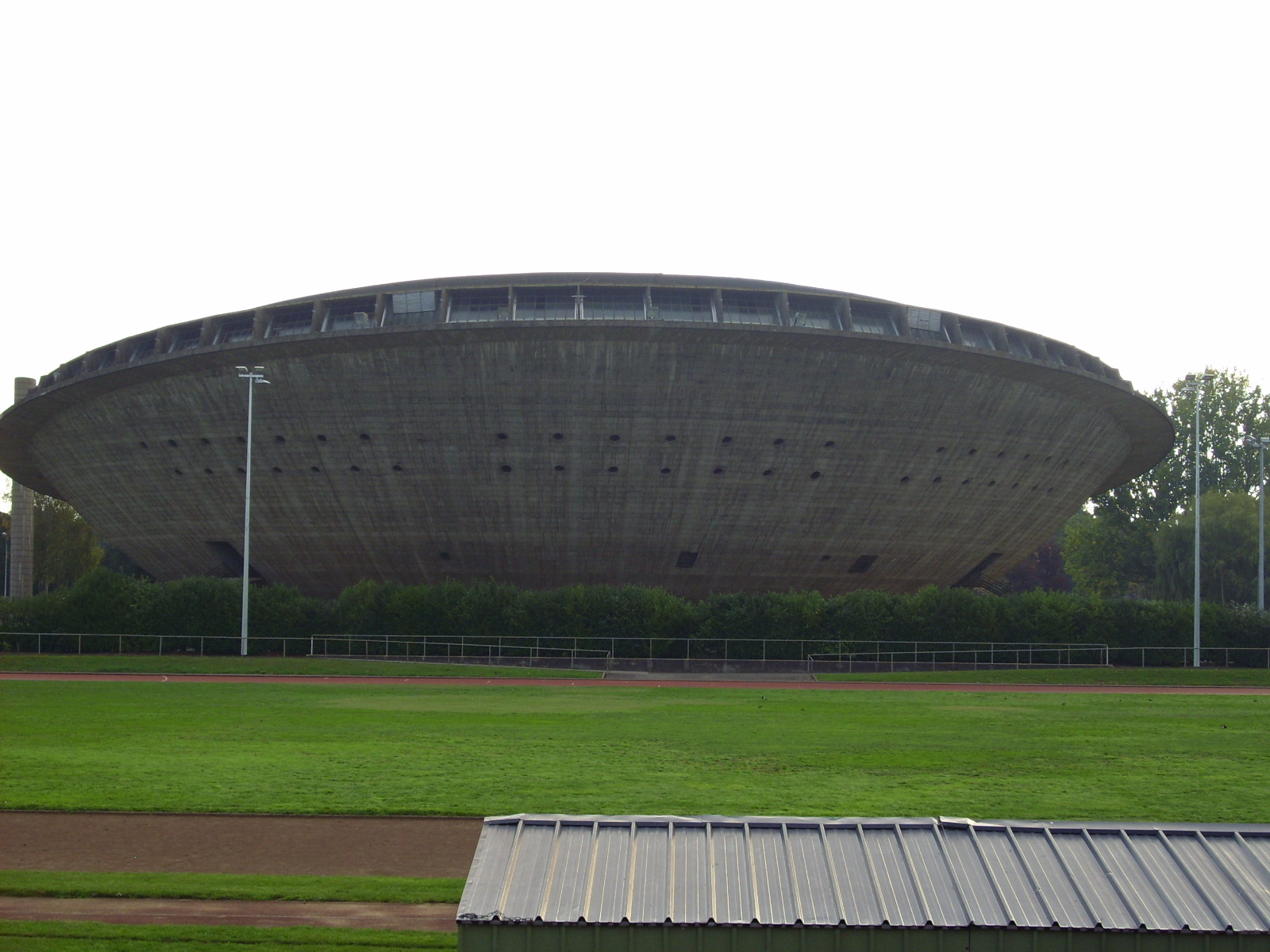
La Soucoupe.

Au niveau sportif, la ville se distingue particulièrement par trois clubs.
- En volley-ball masculin : le Saint-Nazaire Volley-Ball Atlantique qui évolue au niveau national (Ligue A).
- En rugby à XV : le Saint-Nazaire Ovalie qui évolue en Championnat de France de 3e division fédérale. Il prend la place du Saint-Nazaire rugby Loire-Atlantique, disparu en novembre 2016[61].
- En handball : le Saint-Nazaire Handball joue actuellement[Quand ?] en nationale 2 et intégrera le nouveau gymnase Henri Fogel ce 7 mars[Quand ?].

En voile la régate Saint-Nazaire - Saint-Malo (SNSM) est organisée chaque année.
La Salle des sports de Saint-Nazaire est connue pour son architecture moderniste, d'où son surnom de « Soucoupe ».
Le club nazairien ayant obtenu le plus de titre de champions de France est le SNOS Aviron.
La boxe est également un sport roi à Saint-Nazaire, qui a connu son heure de gloire dans les années 1950 à 1970, notamment grâce à Charles Colin et Souleymane Diallo.

### Cultes

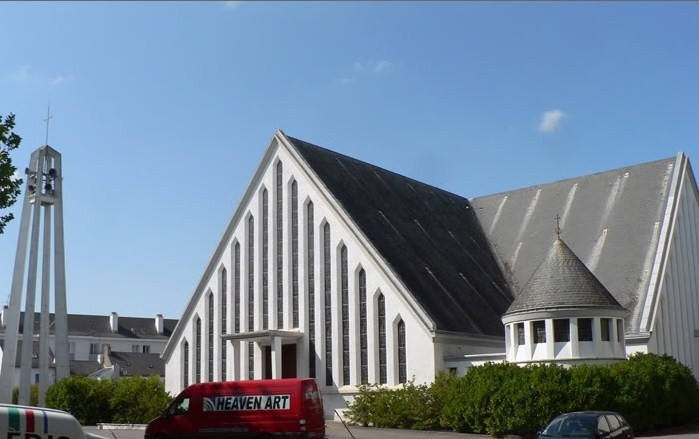
Église Saint-Gohard.

#### Catholique
- Église Saint-Gohard, boulevard de la Renaissance.
- Église Sainte-Anne, boulevard Jean Mermoz.
- Église Saint-Nazaire, avenue du Général De Gaulle.
- Église Notre-Dame-d'Espérance, avenue Léon Jouhaux.
- Église Saint-Joseph-de-Méan, place de l'Église de Méan.
- Église Immaculée-Conception, rue Jules Simon.
- Église Saint-Paul, allée des Orchidées.
- Église de Saint-Marc-sur-Mer, rue Joseph Le Delezir.
- Chapelle des Franciscains, rue du Croisic.
- Chapelle Notre-Dame de Toutes Aides, impasse de la Chapelle.
- Chapelle Sainte-Thérèse, rue Daniel Mayer (Herbins).

#### Islam
- Mosquée, passage Paul Perrin.
- Mosquée des Bonnes Œuvres, route de la Côte d'Amour.
- Mosquée turque, boulevard Jean Mermoz.

#### Mormon
- Église de Jésus-Christ des saints des derniers jours, rue de Stalingrad, paroisse de Saint-Nazaire

#### Protestant
- Église chrétienne évangélique, rue d'Ypres.
- Église baptiste libre, rue de la Vecquerie.

#### Témoins de Jéhovah
- Salle du royaume, rue Léon Bourgeois.
- Salle du royaume, route de la Côte d'Amour.

### Médias
- Radio La Tribu (radio amateur animée par des adolescents, portée par Escalado, structure d’éducation populaire)
- Radio Côte d'Amour
- Rédaction locale de Ouest-France
- Rédaction locale de Presse-Océan
- Estuaire, magazine édité par Saint-Nazaire Associations

## Économie

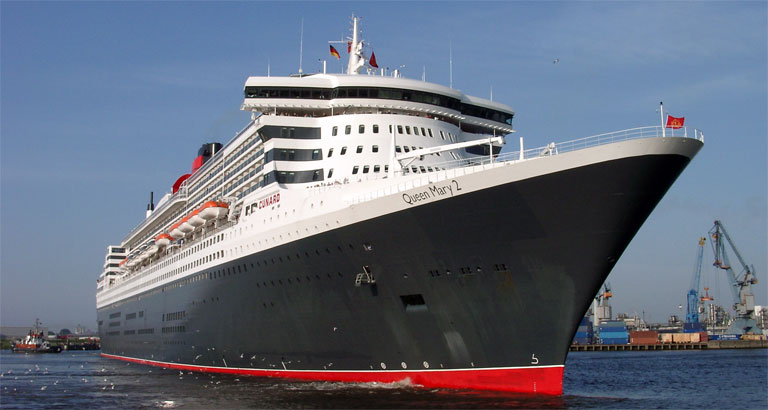
Le Queen Mary 2, construit à Saint-Nazaire.

L'économie de la ville est fondée sur l'activité du port : exportation de produits manufacturés, mais aussi sur les services, étant donné la taille respectable de la ville. L'économie de la pêche a pour sa part presque totalement disparu, malgré la subsistance d'une petite flotte de bateaux de pêche, et les quelques pêcheries le long de la mer.
Les industries majeures sont les suivantes :
- Construction navale, avec Les Chantiers de l'Atlantique, constructeur de navires tels que le Queen Mary 2, le Normandie, le France ou encore l'un des plus gros paquebot au monde actuel Wonder of the Seas et les quatre plus grands pétroliers construits dans le monde les ULCC : Batillus, Bellamya, Pierre Guillaumat, Prairial.
- Construction aéronautique, avec la présence d'un des centres européens d'Airbus. L'usine historique de la SNCASO, puis de la SNIAS, de l'Aérospatiale et enfin d'Airbus, est située dans le quartier de Penhoët, à proximité immédiate des Chantiers de l'Atlantique. Une nouvelle usine a été construite à Gron dans les années 1980 et agrandie à plusieurs reprises depuis. La dernière extension en date est destinée aux lignes d'assemblages d'éléments du futur A350. Dans le secteur aéronautique, on pourra citer aussi la présence de Famat, unité commune de Snecma (groupe Safran) et de General Electric, sur le sol nazairien. Employant environ 450 personnes, Famat est spécialisée dans la fabrication d'éléments structuraux pour turboréacteurs.
- Construction mécanique, avec la SEMT Pielstick (devenue MAN), constructeur de moteurs Diesel 4 temps destinés aux applications navales, ferroviaires et de production d'électricité, employant en 2006 670 personnes à Saint-Nazaire ou la société Sides, spécialisée dans la construction de véhicules de lutte anti-incendie.
- Port (premier port français sur la façade atlantique), au sein de la coopération inter-urbaine du port autonome de Nantes-Saint-Nazaire, regroupant notamment un terminal de produits alimentaires, un terminal méthanier, la raffinerie Total de Donges et de nombreuses autres industries.

Saint-Nazaire est l'un des deux sièges de la Chambre de commerce et d'industrie de Nantes et de Saint-Nazaire qui est celle de la Loire-Atlantique.

## Culture locale et patrimoine

### Lieux et monuments
Le Front de Mer, longeant sur 3 km les plages de Saint-Nazaire, Villès-Martin et Kerlédé. Il se compose, d'est en ouest, des Boulevards de Verdun, du Président Wilson et Albert 1er.
Les monuments et sites du bord de l'estuaire et du Front de Mer : monument commémoratif du Commando, monument à l'abolition de l'esclavage, usine élévatoire, Place du Commando, mémorial du Lancastria, stèle du soldat américain venu apporter la paix, porté par l’aigle, symbole des États Unis d’Amérique, pêcheries de Villès-Martin. La base sous-marine, ses équipements touristiques et les structures du port : forme-écluse Joubert. Le Théâtre, construction contemporaine s'appuyant sur les parties restantes de l'ancienne gare ferroviaire.
Les circuits de petite randonnée le long des plages de Saint-Nazaire. Le calvaire des Rochelles, la croix d'Heinleix et la croix Denier.
Le quartier de l'Immaculée, le Parc Paysager, avec son plan d'eau, l'étang de Guindreff avec les circuits piétons.

#### Mégalithes
- Dolmen des Trois Pierres, dolmen situé en plein centre de Saint-Nazaire,  Classé MH (1889)[64]
- Tumulus de Dissignac, situé aux abords de la ville,  Classé MH (1889)[65]
- Dolmen du Pez.
- Allée couverte de Beauregard.

### Patrimoine culturel

#### Activités musicales

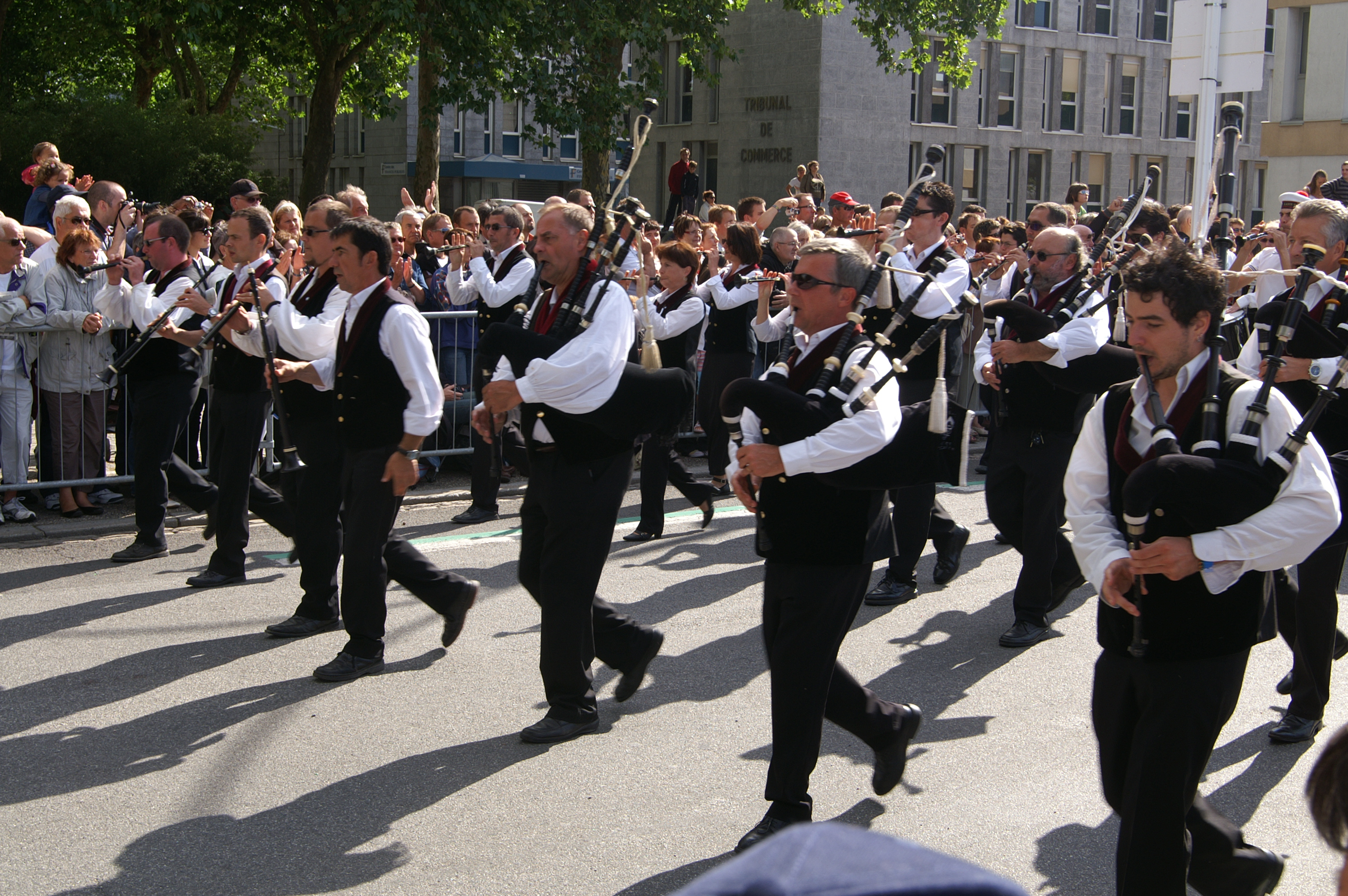
Le Bagad Saint-Nazaire évolue entre la première et la seconde catégorie du championnat national des bagadoù.

Conservatoire (Musique & Danse), classes à horaires aménagés, Orchestre symphonique, Orchestre d'Harmonie, Cours de piano de Marc Kowalczyk, différentes grandes chorales, un bagad, une salle de concert de musiques actuelles (le VIP), le festival Les Escales qui rassemble chaque année en août des groupes de musiques du monde entier autour d'un thème, d'autres festivals sont aussi organisés comme Consonances, Résonances, le club des cinq... On trouve une quantité importante de groupes amateurs à Saint-Nazaire, dans tous les styles, situation permise par la présence de plusieurs studios de répétition gérés par des associations para-municipales, et pratiquant des tarifs peu onéreux. Parmi les formations musicales nazairiennes évoluant dans la région on peut citer : Buffet Froid (chanson swing à textes), R.A.Z. (deathcore), Delphine Coutant (chanson française), B0rd3l1k (ambiance elektronik), Little John (one man rock band), Bastard Academy (crust).

#### Langue bretonne
- L'adhésion à la charte Ya d'ar brezhoneg a été votée par le Conseil municipal le 29 mai 2015.
- Le label Ya d'ar brezhoneg de niveau 1 a été décerné à Saint-Nazaire le 6 décembre 2019.

#### Le complexe Ville-Port

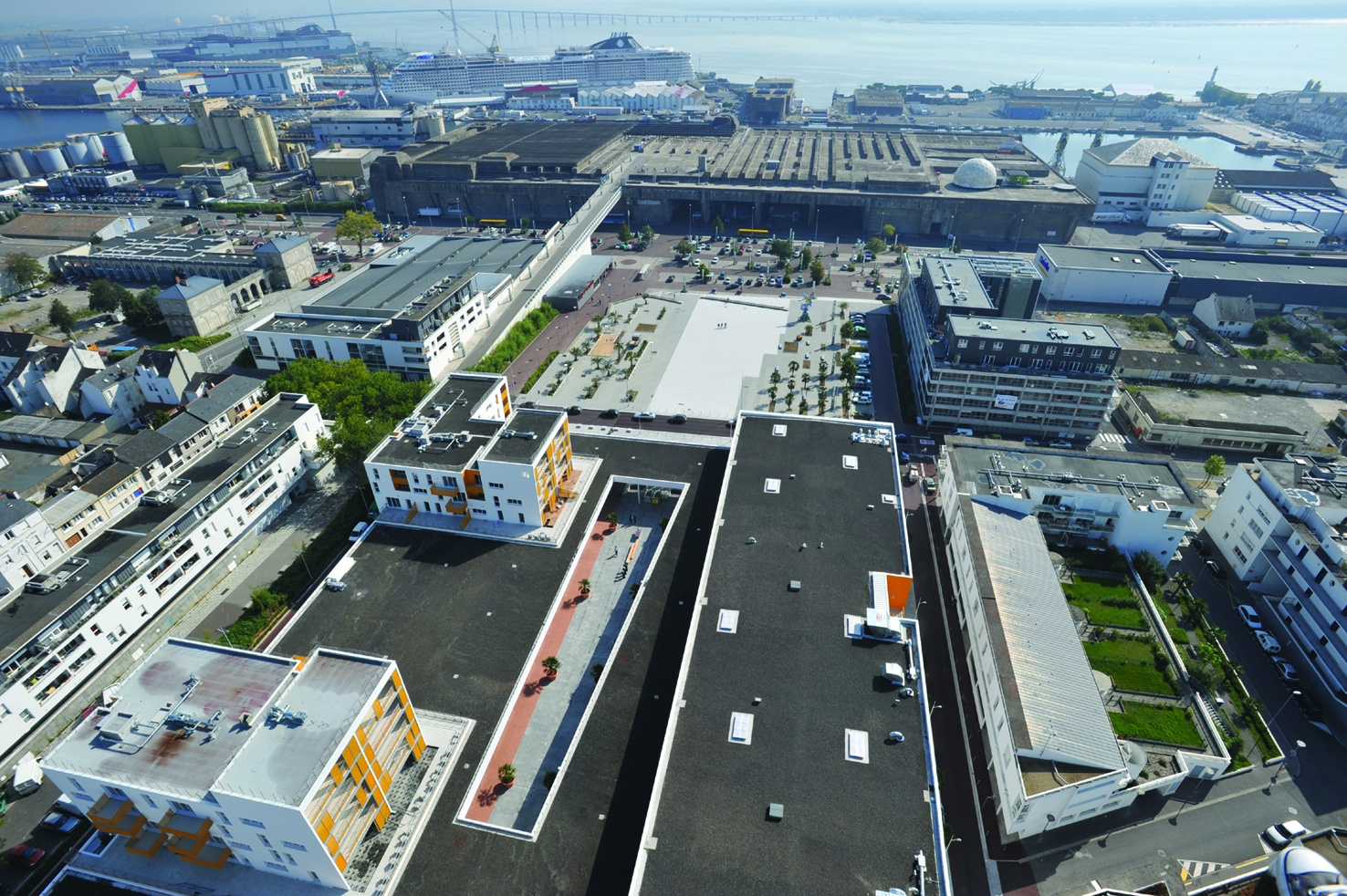
Le complexe ville-port.

Autour du port, notamment autour de la base sous-marine, le projet Ville-Port laisse une place importante à la culture et aux loisirs, en effet celui-ci rassemble : Un cinéma multiplexe, des musées mais aussi des bars et une salle de musiques actuelles. Le nouveau théâtre a vu le jour en 2012 sur les friches de l'ancienne gare de voyageurs. Mais il possède aussi le centre commercial Ruban Bleu 2008 réunissant une quarantaine de magasins et restaurants. La salle associative (Alvéole 12) a elle aussi été intégrée à la base sous-marine, livrée en septembre 2018.

#### Médiathèque
La médiathèque de Saint-Nazaire est un réseau de lecture publique comprenant :
- Une médiathèque centrale, la médiathèque Étienne Caux, implantée dans son bâtiment actuel depuis 1971.
- Une bibliothèque de quartier, la bibliothèque Anne Frank, située dans le quartier de la Bouletterie depuis 1989.
- Un bibliobus desservant les quartiers, mis en service en 1996.

La médiathèque offre plus de 180 000 documents à la consultation et au prêt.

#### Patrimoine historique

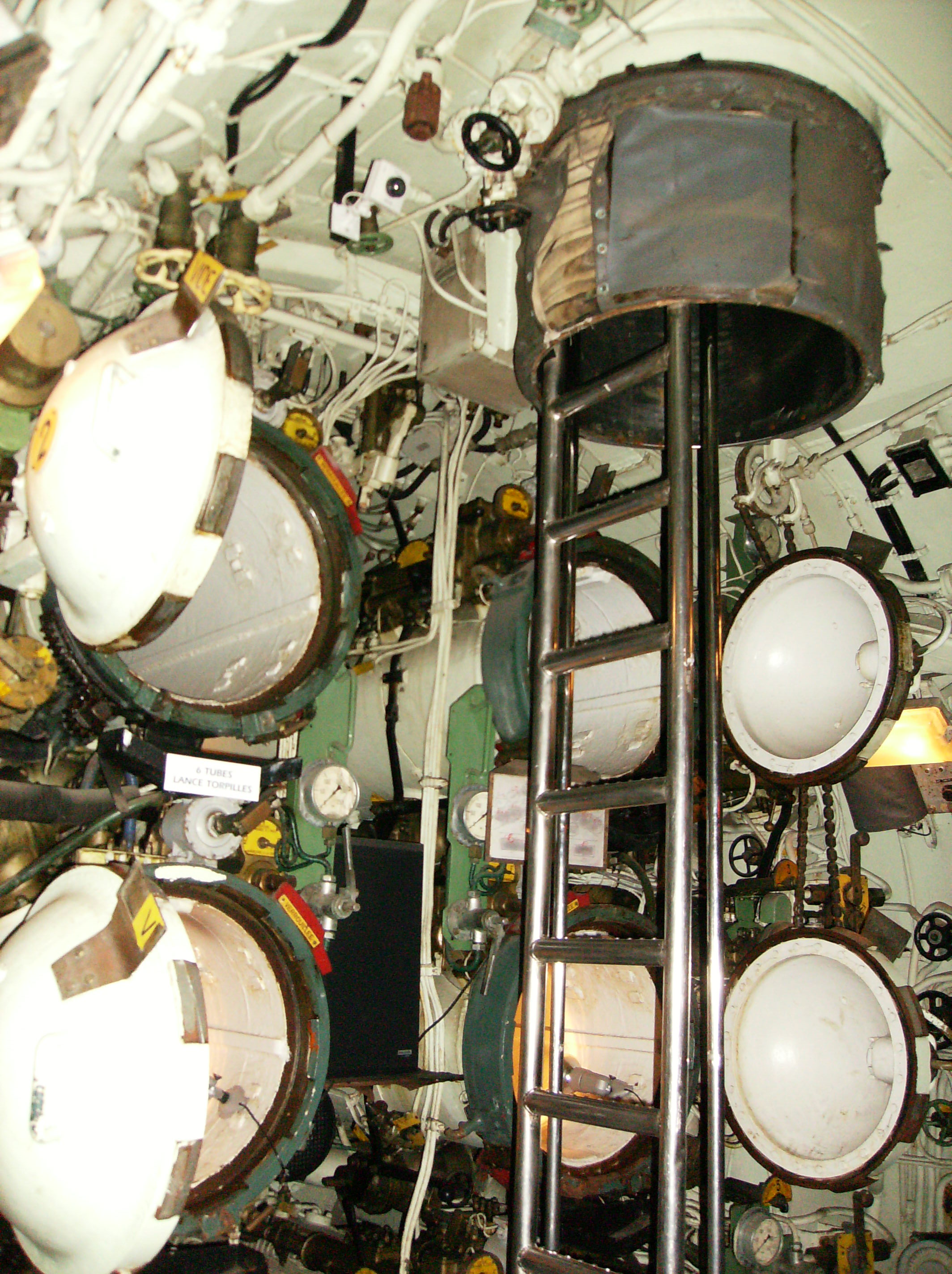
Espadon : chambre des Torpilles et sas

Les musées et le patrimoine sont gérés par la structure « Saint-Nazaire Agglomération Tourisme », un établissement public dont le siège est dans le quartier Ville-Port.
Cette structure est chargée de la gestion de l'Office de Tourisme et de plusieurs sites touristiques :
- Escal'Atlantic, ouvert depuis 2000 dans le quartier de Ville-port, rénové en 2012/2013. Il s'agit d'un parcours dont l'architecture s'inspire de celle d'un paquebot transatlantique. Cet équipement est un centre d'interprétation sur l'histoire des paquebots construits à Saint-Nazaire, entre la fin du XIXe siècle et les années 1960, à travers les arts décoratifs, la vie à bord, la navigation et la propulsion, l'exploitation des lignes etc. Près de 200 objets authentiques provenant de navires célèbres, dont les paquebots France et Normandie, sont mis en scène, accompagnés de dispositifs multimédia interactifs. L'ouverture de ce lieu a été suivi, dans la même décennie de l'ouverture du LiFE accueillant des expositions, des concerts, des performances, et des évènements artistiques et culturels[66],[67]
- L'Espadon est un sous-marin de la marine française, désarmé au cours des années 1980. Aujourd'hui, il est installé dans la base avancée de sous-marins, une écluse fortifiée située au-dessus de l'entrée est du Bassin de Saint-Nazaire, et se visite.L'Écomusée au Petit Maroc

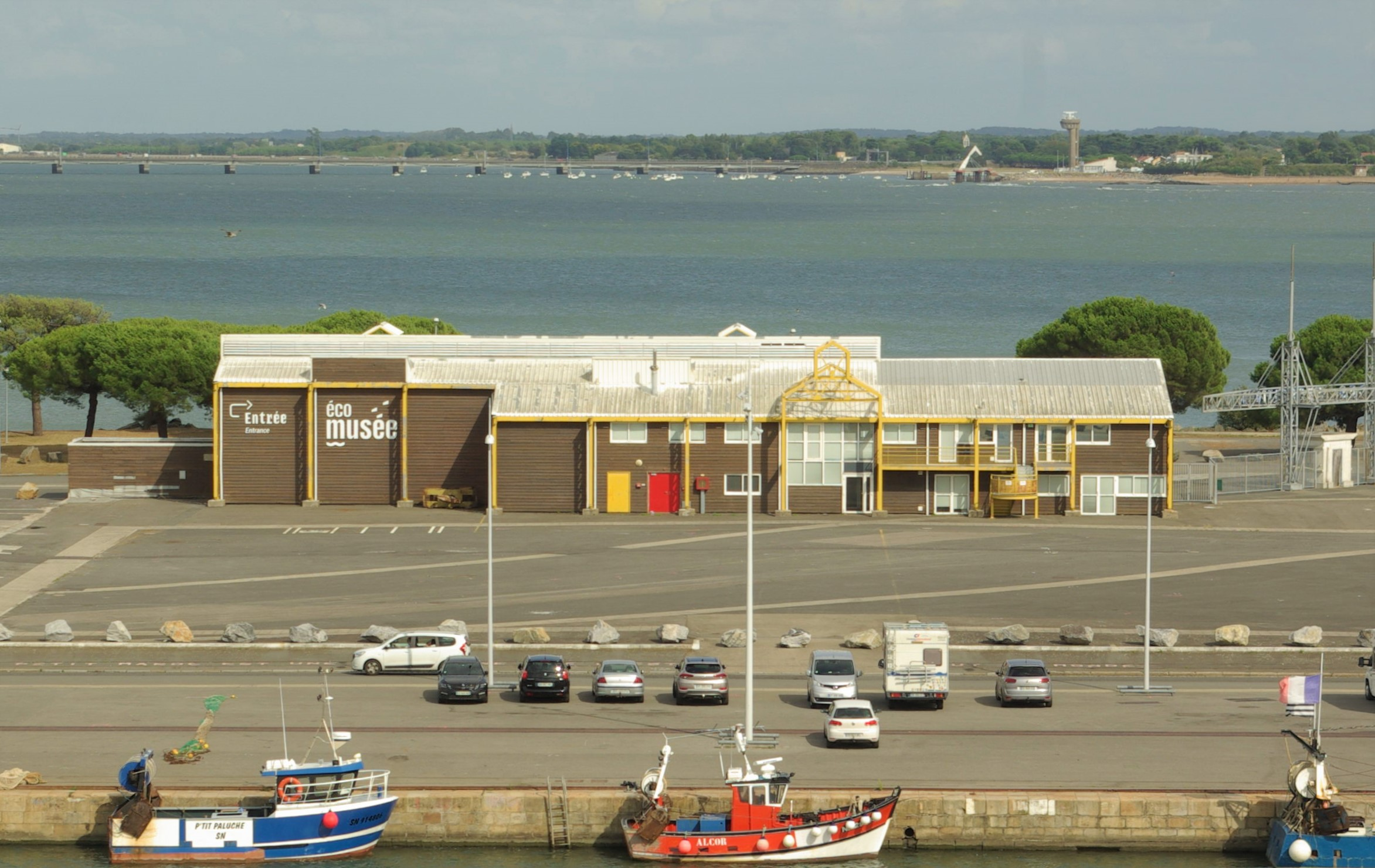
L'Écomusée au Petit Maroc

- L'écomusée de Saint-Nazaire, situé dans le quartier du Petit Maroc, face à l'Estuaire est un écomusée, à savoir un musée traitant d'un territoire particulier. Il retrace l'histoire de Saint-Nazaire de la Préhistoire à nos jours, en abordant les principaux thèmes qui ont façonné la ville au cours des siècles (Première et Seconde Guerres mondiales, construction aéronautique, activité portuaire et principalement construction navale). Il présente également les sites d'archéologie : tumulus de Dissignac, dolmen et menhir ainsi que des vestiges archéologiques.
- EOL Centre éolien, un centre de découverte de l'énergie éolienne crée dans le cadre de la diversification de l'activité des Chantiers de l'Atlantique à travers la construction d'éolienne marines.

Le patrimoine de la ville est également constitué de sites industriels visitables :
- Chantiers de l'Atlantique ;
- Airbus ;
- Grand port maritime de Nantes-Saint-Nazaire.

Parmi les autres éléments du patrimoine nazairien, on compte le Grand Café, ancien café tenus par les parents d'Aristide Briand, fondé en 1864 et aujourd'hui centre d'Art contemporain, situé sur la place des 4 Z'horloges et le bâtiment du musée des beaux-arts de la ville de Saint-Nazaire, détruit par les bombardements alliés en 1944, n'a pas été reconstruit depuis. Un temps, le site de l'ancienne gare de l'État (la façade du XIXe siècle est conservée, malgré les dégâts des bombardements) a été envisagé pour sa reconstruction. Les collections qui ont échappé aux destructions et aux incendies sont dispersées dans les bâtiments publics ou en réserve, mais elles sont toujours aujourd'hui enrichies par la ville dans l'attente d'une renaissance du musée.

#### Structures, lieux de diffusions et de pratiques Artistiques.
La ville compte plusieurs structures de diffusions de spectacle vivant :
- la  scène nationale, Le Théâtre (anciennement nommé Le Fanal, ayant changé de nom lors de son aménagement dans le nouveau théâtre de la ville, voir plus bas). La plupart de ses spectacles se déroulent au Théâtre Simone Veil.
- Le Théâtre Athénor, orienté jeune public et proposant une programmation, principalement dans ses locaux, rue du Bois-Savary, mais également au théâtre Jean Bart.
- L'association Les Escales, organisant le Festival de Musique éponyme (voir plus bas), assurant la programmation du Vip (voir plus bas) et participant au côté de la Scène Nationale Le Théâtre et de l'association Les Martins Pêcheur à l'organisation de la Grande Marée (voir plus bas).

La ville accueille des salles de cinéma : Le multiplexe Cinéville, et la Salle Jacques Tati (opérée par la Scène Nationale) située dans la Maison des Associations Agora 1901.

La ville compte plusieurs des salles de spectacles et de concert : 

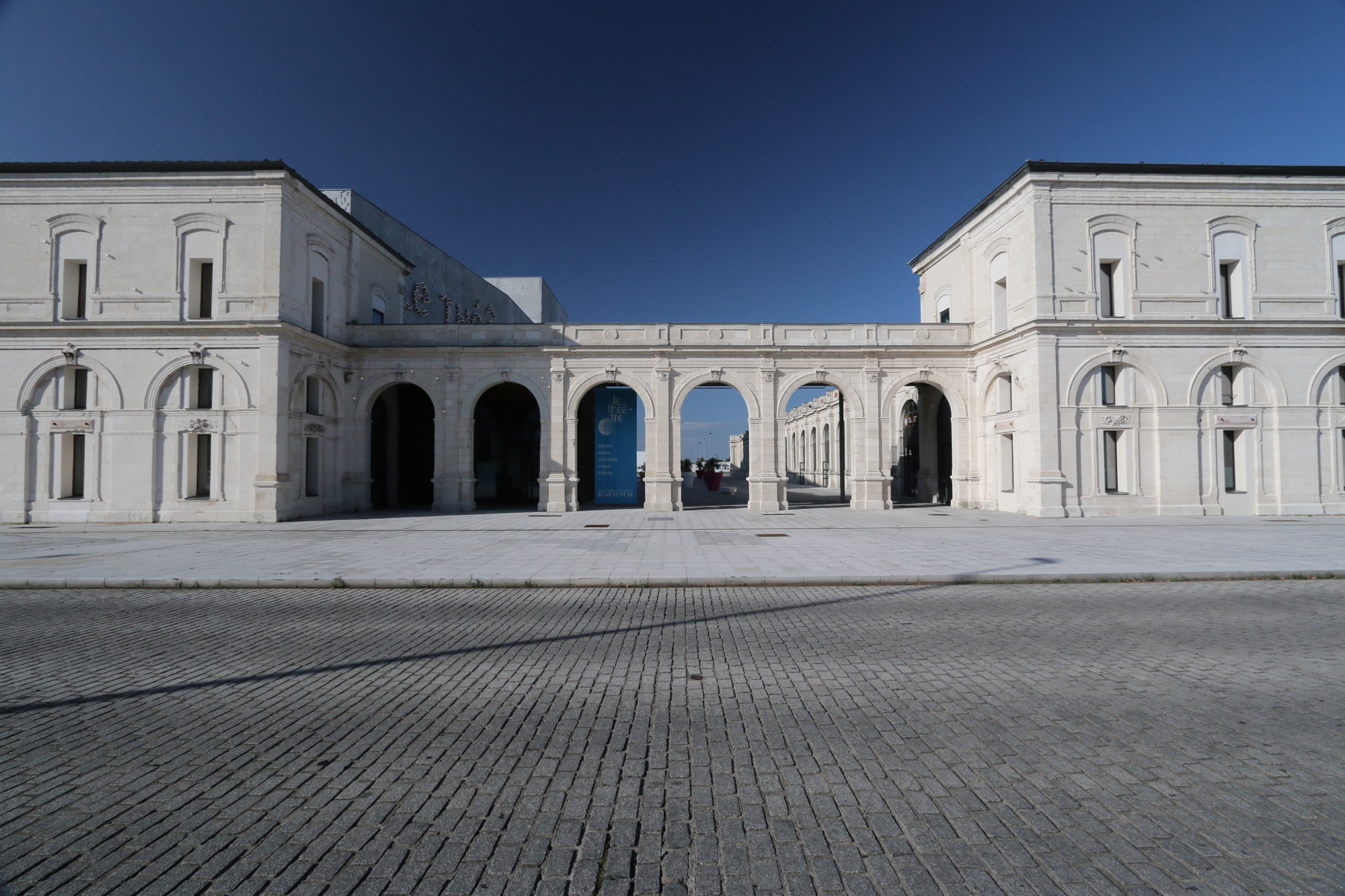
Le Théâtre Simone Veil dans l'ancienne gare.

- Le nouveau théâtre de Saint-Nazaire, est inauguré le 7 septembre 2012[69]. Il est construit sur le site de l'ancienne gare, pour la saison 2012-2013, en reprenant les bâtiments subsistant et en y incorporant des constructions neuves. Ce nouveau théâtre a pris en 2019 le nom de Théâtre Simone Veil, sur décision du conseil municipal, afin de rendre hommage à la femme politique[70]. Cette salle accueille essentiellement les spectacles de la Scène Nationale, cependant, elle reste une salle municipale ouvert à tous les acteurs, ainsi, durant les mois d'été, elle accueille les associations nazairiennes pour les représentations de fin d'année. Néanmoins, le changement de nom concerne le bâtiment et non la Scène Nationale, toujours appelée "Le Théâtre"
- le VIP, salle de Musiques Actuelles opérée par l'association Les Escales citée plus haut, situé dans la Base Sous-Marine.
- Le Théâtre Jean Bart (230 places) situé dans le quartier de Saint-Marc-sur-Mer

La ville compte plusieurs lieux de pratiques artistiques :
- Un site de École supérieure des beaux-arts de Nantes Saint-Nazaire situé sur le site de l'Ancienne Gare, proposant des cours publics et des formations d'enseignement supérieur.
- un conservatoire à rayonnement départemental musique et danse
- de nombreuses écoles privées proposant l'enseignement de disciplines artistiques (principalement de la danse mais également du cirque).
- Athénor, cité plus haut, propose des ateliers théâtre.
- les maisons de quartiers proposent aussi des activités artistiques.

La ville compte plusieurs lieux d'expositions :
- la galerie des Franciscains,
- Le Grand Café, centre d'Art contemporain , situé rond-point des 4 Z'horloges
- Le LIFE (« vie » en anglais, acronyme de « Lieu International des Formes Émergentes »), situé dans la base sous-marine, "lieu pluridisciplinaire dédié à la création contemporaine accueillant des évènements artistiques tels qu’expositions, spectacles, concerts".

La ville rassemble plusieurs compagnies de théâtre professionnelles dont Athénor cité plus haut, le théâtre Icare, et la Compagnie de la Lune Vague.

#### La Maison des écrivains étrangers et des traducteurs (MEET)
Elle reçoit tout au long de l'année des écrivains et des traducteurs, qui se voient offrir l'hospitalité dans un appartement au 10e étage du Building, le grand édifice résidentiel situé sur le port, avec vue sur tout l'estuaire et l'océan. L'auteur a la possibilité de laisser un texte dont le sujet et la forme sont libres et qui sera publié en édition bilingue par la MEET s'il est accepté par le directeur littéraire, Patrick Deville. Chaque année en novembre, la MEET organise un colloque littéraire international, MEETING.

#### Culture populaire
- Le Bagad de Saint-Nazaire est un des tout premiers de Bretagne. Il évolue en Première Catégorie. Il existe aussi un cercle celtique qui se produit régulièrement en danses du pays guérandais ainsi que des autres danses bretonnes mais aussi étrangères.
- De nombreux films ont été tournés à Saint-Nazaire, comme Le Poulpe, ou Les Vacances de monsieur Hulot. Les Vacances de Clémence, téléfilm diffusé sur France 2 en mai 2008, évoque la grève des Mensuels en 1967, ainsi que les événements de mai 1968, à Saint-Nazaire.
- L’ambiance du roman noir est si présente à Saint-Nazaire qu’il s’y est longtemps tenu le festival Délit d’encre, principal festival de roman noir français.
- Tintin, le personnage de bande dessinée créé par Hergé, se rend à Saint-Nazaire dans l’album Les Sept Boules de cristal, en compagnie de Milou et du capitaine Haddock. Ils arpentent les quais du port à la recherche du professeur Tournesol. Depuis quelques années, la ville et les docks sont jalonnés de six « vignettes Tintin » qui évoquent le reporter à la houppette et le capitaine de marine aux fameux jurons. L'association nazairienne « Les 7 Soleils » a mis en place ces panneaux qui font référence à cet album de Tintin, Les Sept Boules de cristal, une des rares histoires qui localise clairement la ville où se déroule l'intrigue.
- Le jeu vidéo Medal of Honor : Les Faucons de guerre (Medal of Honor: European Assault, EA, 2005) s'ouvre sur un raid britannique sur Saint-Nazaire.
- Dans la série télévisée d'animation franco-canadienne Skyland le vaisseau pirate est nommé « Le Saint-Nazaire ».
- « Carnet Culture Découverte » créé le 8 septembre 2003,
- Le Festival Voisinages, spectacles variés en tout genre, se déroule dans la salle de spectacle Le Fanal, scène nationale.
- Dans les jeux vidéo Pokémon X et Y, Relifac-le-Haut, ville de la région fictive de Kalos, représente Saint-Nazaire.
- Dans le jeu Sniper Elite 5 sorti en 2022, la dernière mission, nommée "Ruines et Désolation" se déroule à Saint-Nazaire près de la base sous-marine.

#### Art
La Suite de triangles : depuis le toit terrasse de la base sous-marine avancée, site choisi par l'artiste Felice Varini, se matérialise une « ligne horizontale » qui embrasse le paysage du port. Telle une partition, les triangles disposés successivement sur le haut et le bas de cette ligne révèlent une forme peinte sur un seul plan.

### Personnalités liées à la commune

#### Personnalités nées à Saint-Nazaire
- Alain Bizard (1925-2010), général de corps d'armée.
- Alfred Caravanniez (1855-1915), sculpteur.
- Georges Le Bidois, né en 1861 à Saint-Nazaire, mort à Saint-Aignan (Loir-et-Cher) en 1945, professeur et homme de lettres.
- Marie Lera, (1864-1958), femme de lettres et figure du féminismes sous el nom de Marc Hélys.
- Alice Carissan (1869-1964), artiste peintre.
- Alphonse Bellier (1886-1980), commissaire-priseur.
- Odette du Puigaudeau (1894-1991), ethnologue.
- Henri Duvanel (1896-1953), champion de natation.
- René-Yves Creston (1898-1964), artiste, ethnologue, résistant et nationaliste breton, fondateur du mouvement artistique et social Seiz Breur.
- Yann Goulet (1914-1999), nationaliste breton, naturalisé irlandais, il fut le sculpteur officiel de l'État d'Irlande.
- Fernand Guériff (1914-1994), érudit, compositeur, historien, journaliste se consacrant principalement au terroir de la presqu'île guérandaise[72],[73].
- Georges (1918-2012) et André Bellec (1914-2008), membres du quatuor vocal : les Frères Jacques.
- Jean Dotto, (1928-2000), coureur cycliste français, ayant participé à 13 Tours de France et remporté la Vuelta en 1955.
- Bernard Evein (1929-2006), décorateur de théâtre et de cinéma.
- Gustave Tiffoche, (1930-2011), céramiste, peintre et sculpteur.
- René David, (1939-2022), scientifique et sportif paralympique, Champion paralympique et médaillé de bronze en 1964 et médaillé de bronze en 1968.
- Daniel Eon, né en 1939, international français de football
- Cyril de La Patellière, né en 1950, sculpteur et peintre.
- Denis Sire, (1953-2019), auteur de bandes dessinées.
- Philippe Grosvalet, né le 13 avril 1958, président du conseil général de la Loire-Atlantique de 2011 à 2021, sénateur de Loire-Atlantique (2023-).
- Stéphane Hoffmann, né le 6 mars 1958, écrivain.
- Hervé Gaschignard, né en 1959, évêque d'Aire et Dax.
- Philippe Diallo, né le 2 août 1963, président de la Fédération française de football
- Bruno Voland (1966), est un chef d'entreprise et dirigeant syndical, il est président de l'UIMM Auvergne Rhône-Alpes et vice-président du MEDEF Lyon-Rhône.
- Laurent Berger (1968-), secrétaire général de la CFDT, a travaillé et commencé ses responsabilités syndicales à Saint-Nazaire
- Olivier Josso, né en 1968, auteur de bandes dessinées.
- Colonel Moutarde, née en 1968, auteure de bandes dessinées et illustratrice.
- Stéphane Houdet, né en 1970, docteur vétérinaire et joueur français de tennis en fauteuil roulant. Champion paralympique en 2008 et 2016.
- Valérie Claisse, née en 1972, Miss France 1994.
- Yannick Bestaven, navigateur français, nè en 1972
- Vincent Couëffé, né en 1974, présentateur de 100 % Foot sur M6.
- Jean-François Kierzkowski, né en 1975, romancier et scénariste de bandes dessinées.
- Tony Heurtebis, né en 1975, footballeur (gardien de but).
- Tony Moulai, né en 1976, triathlète.
- Julia Lanoë, née en 1978, chanteuse de Mansfield.TYA et de Sexy Sushi.
- Medhi Leroy, né en 1978, footballeur professionnel.
- Fabien Lévêque, né en 1980, journaliste sportif français, commentateur des matchs de football et de tennis sur France Télévision
- Laurianne Deniaud, née en 1982 à Saint-Nazaire, ancienne présidente du Mouvement des Jeunes socialistes.
- Bryan Coquard, né en 1992, coureur cycliste, médaille d'argent aux JO de Londres (omnium) et champion du monde de course à l'américaine.
- Zaho de Sagazan (1999-), auteure-compositrice-interprète

#### Autres personnalités liées à Saint-Nazaire
- Aristide Briand (1862-1932), avocat et homme politique, Prix Nobel de la paix en 1926 a été membre du conseil municipal de Saint-Nazaire du 6 mai 1888 au 22 février 1889. Il grandit à Saint-Nazaire.
- René Kerviler (1842-1907), ingénieur, est le concepteur et réalisateur de la construction du bassin de Penhoët inauguré en 1881.
- Fernand Pelloutier (1867-1901), journaliste, militant anarcho-syndicaliste, président de la Fédération des bourses du travail, théoricien de la grève générale.
- Pierre Norange (1871-1958), journaliste au journal L’Éclair. Créateur de l'université populaire et des patronages laïques de Saint-Nazaire.
- Noël Le Maresquier (1903-1982), architecte, qui, dans le cadre de la reconstruction de la ville, a construit en 1964 l'église Notre-Dame d'Espérance (fonts baptismaux de Gustave Tiffoche).
- Paul Tessier (1917-2006), chirurgien de renommée internationale.
- René Guy Cadou (1920-1951), poète, il vit à Saint-Nazaire de 1927 à 1930, ses parents étant alors instituteurs à l'école de la rue de Cardurand. Il évoque ces trois années dans son livre Mon enfance est à tout le monde (2e partie : « 44, rue de Cardurand »).
- Alexandre Guyodo (1922-2014), athlète de Loire-Atlantique ayant terminé quatrième du 3 000 mètres steeple des Jeux olympiques de 1948 à Londres, élu sportif du siècle précédent par la ville de Saint-Nazaire.
- Georges Carpentier (1924-1996), homme politique et député.
- Bernard Alliot (1936-1996), journaliste et écrivain.
- Gabriel Cohn-Bendit (1936-2021), enseignant et militant, cofondateur du lycée expérimental de Saint-Nazaire.
- Souleymane Diallo, né en 1937à Dakar, boxeur champion de France dans la catégorie des poids moyens en 1963.
- François Joxe (1940-2020), acteur, metteur en scène, auteur de théâtre et artiste peintre, mort à Saint-Nazaire.
- Marie-Odile Bouillé, né en 1950, députée PS de Saint-Nazaire.
- Jean Rouaud, né en 1952, écrivain, Prix Goncourt 1990, a fait ses études secondaires au lycée Saint-Louis, qu'il évoque assez longuement dans son livre Le Monde à peu près (sous le nom de « lycée Saint-Cosmes »).
- Patrick Deville, né en 1957, écrivain, fondateur et directeur littéraire de la Maison des écrivains étrangers et des traducteurs (Meet)
- Narcisse Pelletier, (Saint-Gilles-Croix-de-Vie 1844 - 1894 Saint-Nazaire), naufragé ayant passé 17 années dans un clan aborigène, établi à Saint-Nazaire de 1872 à sa mort ; enterré au cimetière de La Briandais.
- Hyppolyte Griffon du Bellay, (Rochefort 1829 - 1908 Saint-Nazaire), médecin et explorateur, enterré au cimetière de La Briandais.
- Georges Marquet, (1868-1932), général français défenseur du Liban et de la citadelle de Damas en 1925, inhumé au cimetière de La Briandais
- George Unsworth, (Buenos Aires 1826 - 1934 Saint-Nazaire), capitaine au long cours, sauveteur héroïque en 1898 du paquebot La Champagne ; enterré au cimetière de La Briandais.

### Héraldique, logotype et devise

#### Héraldique
| Blason | Blasonnement : D'azur à la nef équipée et habillée d'argent voguant sur une mer du même mouvant de la pointe, la voile chargée d'une clef de sable posée de fasce ; au chef d'argent chargé de cinq mouchetures d'hermine de sable et d'une clef d'or brochant en fasce sur les mouchetures, le panneton à senestre vers la pointe et découpé en croix. Commentaires : Les mouchetures d'hermine évoquent le blasonnement d'hermine plain de la Bretagne, rappelant l'appartenance passée de la ville au duché de Bretagne. Déclaration à la Chancellerie en 1910, étude de Fernand Guériff en 1990, version revue et « corrigée » en réunion Bannieloù Breizh par R. Vinet.[non neutre] |

Blasonnement des plaques de nom de rue

Durant les années 1990 il fut incéré sur les plaques de rues une représentation des armoiries dont les mouchetures d'hermine ont disparu du chef ; avec une figuration de la couronne murale non conforme aux usages héraldiques. Cette fantaisie est due au graphiste de l'époque. La Mission des Patrimoines veille depuis à ce que cette erreur ne se produise plus.

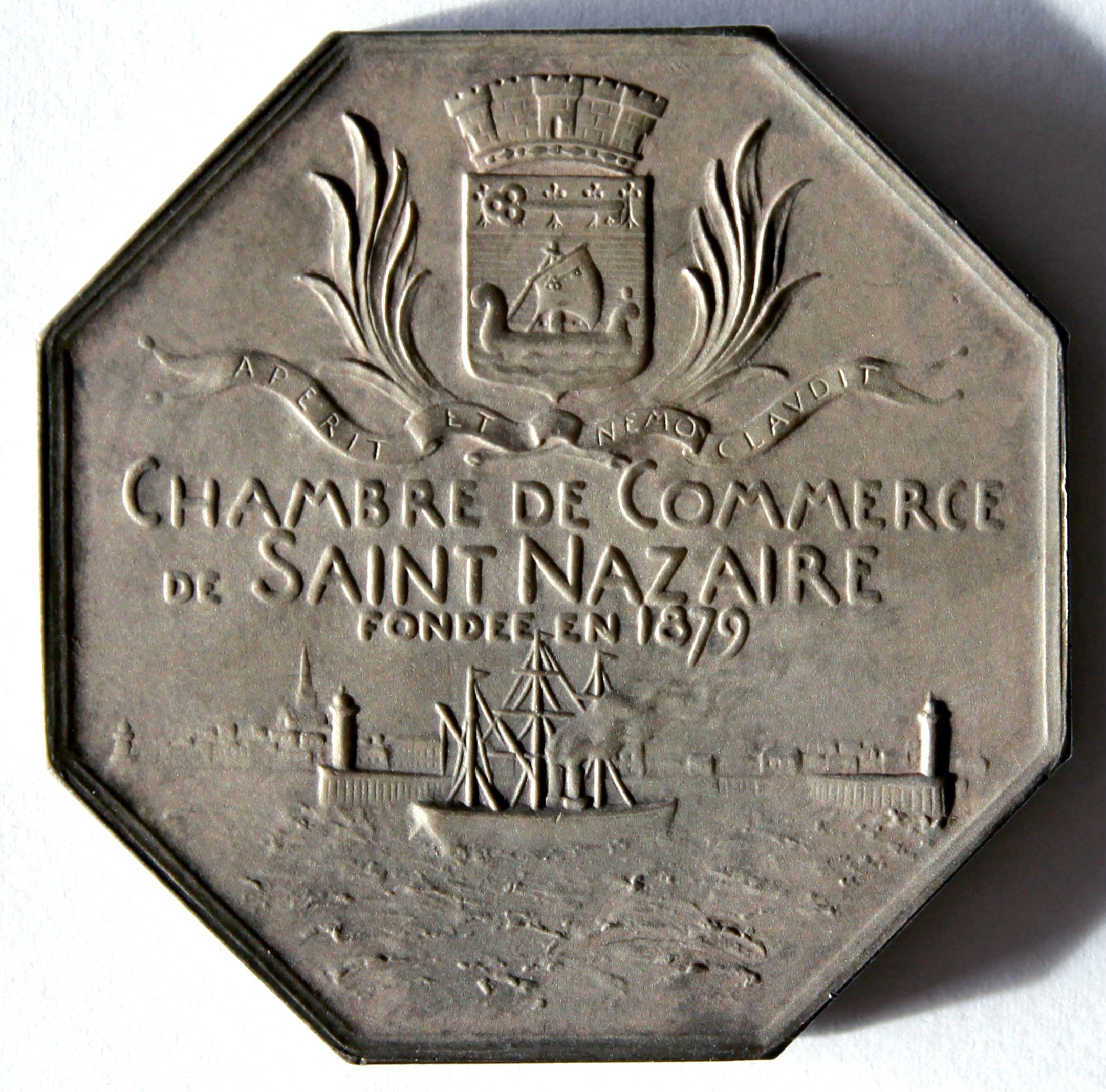
Médaille de la Chambre de Commerce 1879.

Il existe une version fautée des armoiries de la ville, parfois utilisée à tort. Odoevsky Maslov en a donné l'origine : 

« Le 9 mai 1881, durant les festivités de l’inauguration du bassin de Penhoët, en présence de Sadi-Carnot pas encore président, mais alors ministre des Travaux publics, on décora la ville et le port de panneaux armoriés aux armes des villes de Nantes et de Saint-Nazaire. Les peintres firent une erreur en peignant le champ de l'écu de gueules. Cela causa un fort émoi, au point que même le journaliste Louis de Kerjean, qui couvrait l'événement pour le compte de la " Revue de Bretagne et de Vendée ", mentionna l'incident :
" […] seul reproche qu'on ait pu faire aux organisateurs de cette fête remarquable, a été de s'être tellement attachés à l'exactitude extérieure qu'ils en ont oublié de veiller à leurs propres insignes. Nous ne pensons pas que ce soit par amour de Nantes que tous les cartouches aux armes de Saint-Nazaire aient été peints, ce jour-là, sur fond de gueules comme aux armes de Nantes. La galère de Saint-Nazaire doit être portée sur fond d'azur. ",. »

#### Logotype
Logo de la ville de Saint-Nazaire.

#### Devise
La devise de Saint-Nazaire : Aperit Et Nemo Claudit. (« Elle ouvre et personne ne ferme. ») est en référence à la clé du blason de la ville ; locution latine tirée de la Bible.